# Перша громадянська війна в Лівії
Громадянська війна у Лівії перенаправлено сюди. Для інших значень див. тут

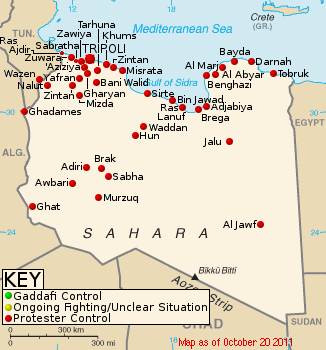
Міста, де відбуваються протести

Перша громадянська війна у Лівії — збройний конфлікт 2011 року в Лівії між силами, лояльними до полковника Муаммара Каддафі, що керував країною з 1969 року, та повстанськими групами, що прагнули повалити його уряд. Розпочалася з масових протестів 15 лютого 2011 під впливом революцій у сусідніх Тунісі та Єгипті. Криваве придушення протестів поліцією та армією спричинило повстання і початок громадянської війни із застосуванням важкого озброєння та авіації. Війна закінчилася в жовтні 2011 року, коли Каддафі було схоплено та вбито, втім боротьба між різними групами впливу продовжилася й у 2014 році переросла в другу громадянську війну у Лівії.
Супротивники Каддафі, основні сили яких розташовані на сході країни, 18 лютого — 4 березня зайняли Бенгазі, Місурату та більшість міст узбережжя Середземного моря. Повстанці проводять збройні сутички з урядовими прихильниками, регулярною армією та найманцями. Єгипет, який за двосторонньою угодою отримує значні постачання зброї з боку США, у березні почав постачання зброї повстанцям Лівії. Поставки здійснюються з відома офіційного Вашингтона.
Під контролем Каддафі станом на початок березня залишилися столиця Триполі, а також Сирт, Злітен (Zliten), Сабха та ряд міст на заході і півдні країни.
На стороні Каддафі виступають елітне лівійське військо (Бригада Хаміса), урядова армія, поліцейські підрозділи та кілька сотень іноземних найманців із різних країн (переважно з країн Субсахарської Африки — Чаду, Гвінеї, Нігерії, Кот-д'Івуару). Деякі з офіційних державних осіб та частина офіцерського складу лівійської армії перейшли на бік повстанців.
У результаті контрнаступу 5—17 березня сили Каддафі витіснили повстанців із більшості міст на заході країни. Урядова армія наступала на схід узбережжям Середземного моря і відбила міста Бен Джавад, Рас-Лануф, Брегу, зайняла південну частину Адждабії. Обійшовши непокірне місто, головні сили армії з боями 18 березня дійшли до Бенгазі та зайняли його передмістя. Суттєво уповільнили наступ бронетанкового війська авіаудари міжнародних сил ООН. Тривають бої за Бенгазі та Місурату, які розділені повстанцями і армією приблизно навпіл.
Більшість країн світу засудили Каддафі за використання сили проти цивільних осіб. Сполучені Штати ввели санкції проти уряду Каддафі. Рада Безпеки Організації Об'єднаних Націй прийняла резолюцію про заморожування активів Каддафі і 10 членів його родини та 6 осіб найближчого оточення. Резолюцією введена заборона на пересування для вказаних осіб, а справа Лівії передана в Міжнародний кримінальний суд для проведення розслідування.
18 березня Рада Безпеки ООН прийняла резолюцію 1973 про встановлення зони, що заборонена для польотів, над Лівією. Вважається, що рішення про інтервенцію не ухвалено.
Протягом 18—21 березня сили міжнародної коаліції встановлювали зону, що заборонена для польотів та завдавали ракетно-бомбові удари на засобах ППО Лівії, а з 22 березня авіація ООН зосередилася на підтримці наземних сил повстанців і завдавала удари по скупченнях урядового війська та по військових базах Каддафі.
Ряд лідерів держав Латинської Америки висловили свою підтримку режиму Каддафі. Стриману позицію зайняли Росія, Китай, Бразилія, Індія та Німеччина.

## Передісторія
Муаммар Каддафі одноосібно править Лівією з 1969 року. Протягом 42-х років він був ініціатором багатьох перетворень у країні, головним економічним досягненням стала нафтова промисловість країни.
На початку свого правління він жорстко, із застосуванням армії, придушив і поставив під владу Триполі племена пустелі. Коли Каддафі став старий, племена і їхні клани у владі відчули слабину і стали вимагати долю з доходів від нафтової труби, що йде їхньою територією.
Лівія — країна з дуже низькою густиною населення. Мешканці Лівії зосереджені вздовж берегової смуги, при чому третина жителів країни мешкає в районі столиці Триполі.

### Економічні перетворення 1969—2010 років
Більшу частину доходів держава з кінця 1960-х отримує від нафтовидобувної та нафтопереробної промисловості — понад 95 % всієї суми експортних надходжень в 1997 році. Продаж нафти і нафтопродуктів дозволив збільшити прибуток на душу населення до 8480 дол. у 1983 році і 12 700 дол. у 2010-му — ці показники є чи не найвищими для регіону. Уряд Лівії також докладав значних зусиль для розширення і диверсифікації галузевої структури промисловості. Завдяки цьому у 1980—1990-х отримали значний поштовх у розвитку харчова, текстильна, цементна, металургійна промисловості.
Незважаючи на світову економічну кризу, економіка Лівії стабільно зростала протягом останніх 5 років. При цьому рівень безробіття залишався стабільно високим — 20,7 % (2009).

### Політичний устрій«Джамахірія»
2 березня 1977 року Лівія була проголошена джамахірією (один із варіантів українського перекладу  — «народовладдя»). Політичні партії були офіційно заборонені, а все населення, згідно з новим устроєм, об'єднувалося у народні конгреси. Сам Каддафі та 5 його найближчих соратників в 1979 році офіційно пішли у відставку і відтоді стали називатися «лідерами революції», не обіймаючи жодної формальної державної посади.
На початку 1980-х розпочалося переслідування опозиції не лише на території Лівії, але й за її межами. Відбулося декілька вбивств, що викликали міжнародний скандал. У 1988 році несподівано настала «відлига» — Каддафі наказав зруйнувати стіни в'язниці Фурнаш у Триполі і звільнити 400 ув'язнених дисидентів.
Незважаючи на «відлигу», цензура преси у Лівії є найжорсткішою серед країн Близького Сходу і Північної Африки (2009).

## Звернення лівійської інтелігенції
15 лютого 213 представників інтелігенції закликали Муаммара Каддафі «відмовитися від влади і забезпечити мирний перехідний період» у країні. Вони також висловили прагнення лівійського народу «до демократичних змін, які повинні відбутися ненасильницьким цивілізованим шляхом». Представники інтелігенції підписали звернення до Каддафі, у якому зажадали від влади утриматися від придушення демонстрацій, запланованих у країні на 17 лютого, та не переслідувати учасників протестів. «Каддафі і всі члени його сім'ї повинні поступитися владою народним представникам і не перешкоджати руху Лівії шляхом лібералізації та плюралізму, як це відбувається в інших країнах під впливом подій у Тунісі та Єгипті», — йдеться у відозві.

## Початок
Протести в Лівії спровокував інцидент у місті Бенґазі, що трапився 16 лютого. Натовп, розлючений арештом одного з правозахисників (ним виявився згодом звільнений Фатхі Турбіль), зібрався біля будівлі місцевої адміністрації, вимагаючи його звільнення. Згодом люди рушили в центр міста, де й трапився конфлікт. Під час демонстрації, у якій узяли участь бл. 600 осіб, лунали заклики до відставки уряду. Протестувальники мали пляшки з запальною сумішшю. Під час зіткнень постраждало 38 осіб. За однією з версій, демонстранти були родичами ув'язнених у тюрмі Абу-Салім, які загинули в результаті придушення бунту 29 червня 1996 року, а заарештований правозахисник представляв їхні інтереси. Як наслідок, влада звільнила з тюрми Абу-Салім 110 членів «Ісламської групи лівійської боротьби».

## «День гніву»
17 лютого відбулися масові виступи в містах Бенґазі, Аль-Байда, Зентані, Ріджбані та Дарні. Після жорсткого придушення з боку поліції загинули від 17 до 59 демонстрантів. «День гніву» в Лівії приурочено до п'ятої річниці акції протесту 2006 року, у яких було вбито двох осіб. У столиці Триполі відбувся мітинг прихильників Каддафі.

### Символіка

Прапор Об'єднаного королівства Лівії (24 грудня 1951 — 7 листопада 1969)

Над будівлею центрального міського суду в Бенґазі було зірвано дійсний прапор та піднято прапор монархії до 1969 року. Демонстранти також змінили прапори на посольствах Лівії.

## Східний фронт

### Протести і бої містах Киренаїки (18—20 лютого)
Після Дня Гніву вуличні заворушення захлиснули міста Киренаїки. У п'ятницю 18 лютого повсталі, зломивши опір поліції, встановили контроль над містом Аль-Байда. Вуличні бої мали місце і в Бенгазі, 18 лютого була спалена місцева радіостанція, а до неділі 20 лютого, після того, як впала військова база в центрі, місто опинилося під повним контролем повстанців. За прикладом Єгипту в Лівії ніч на суботу 19 лютого влада відключила інтернет.

Східний фронт

Починаючи з 17—18 лютого антиурядові хвилювання в Бенгазі переросли в збройний заколот, оскільки розквартировані тут частини лівійської армії перейшли на бік опозиції. Глава МВС Лівії генерал армії Абдуль Фаттах Юніс порвав із Каддафі і закликав армію переходити на бік протестуючих. Як наслідок цього, збройні сили Лівії фактично розділилися на частини, що перейшли на бік повстанців, і ті, які залишилися у підпорядкуванні уряду, що перебуває в Триполі. Авіацією було завдано удар по бунтівній військовій базі в Бенгазі.

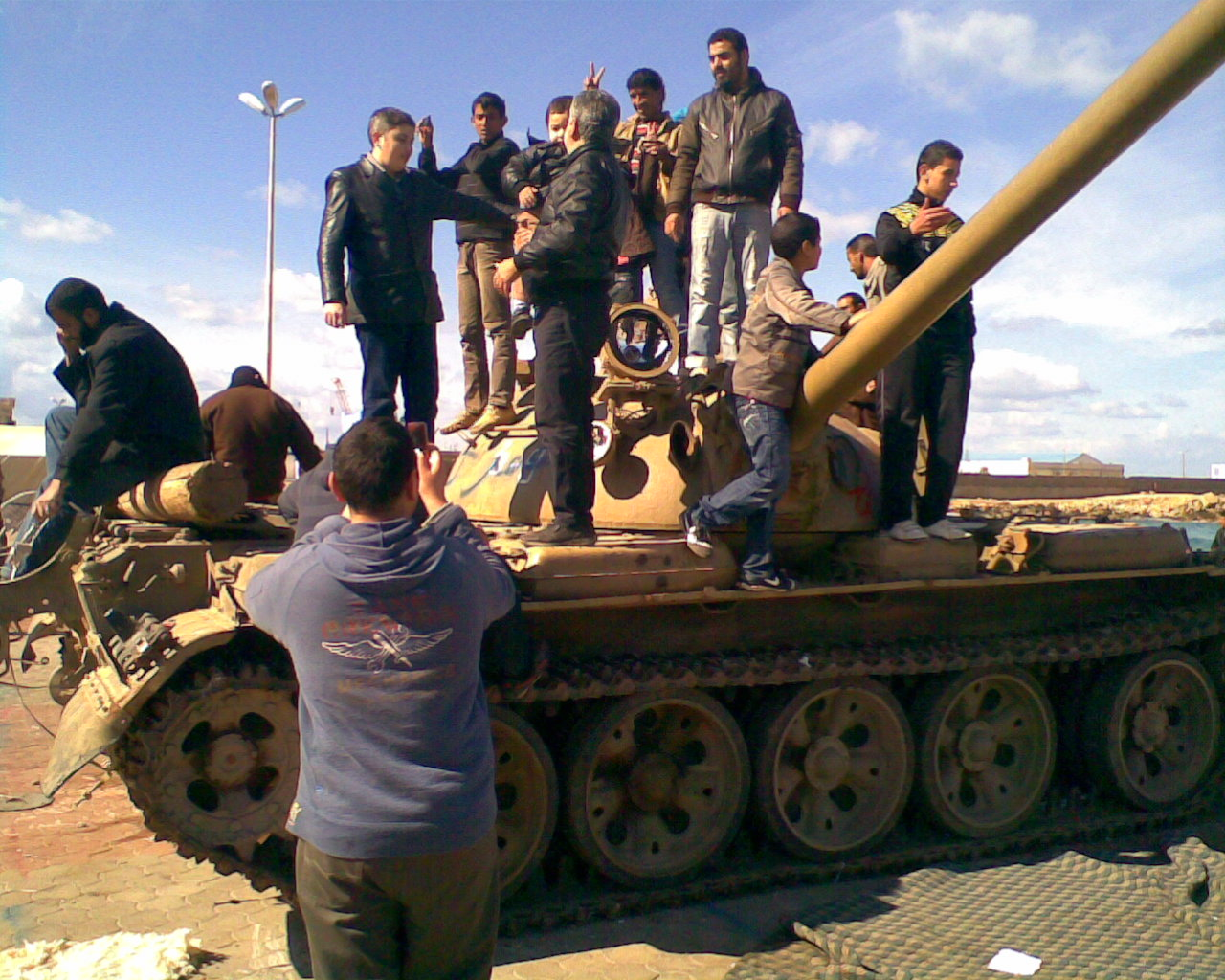
Група людей на танку в місті Бенгазі

20 лютого міжнародне співтовариство підірвала «інформаційна бомба» (за оцінкою російської газети «Комсомольська правда»), згідно з якою лівійська влада розстріляла демонстрацію протесту з кулеметів. За повідомленням телеканалу Аль-Джазіра з посиланням на лівійських правозахисників загинули близько 200 чоловік, близько 800 отримали поранення. З'являлися повідомлення, згідно з яким проти демонстрантів використовувалися артилерія і бойові вертольоти. Проте ці відомості не підтвердилися.
Оцінки події неоднозначні. Зокрема, президент Уганди Йовері Кагут Мусевені вважає, що бунтівники у даному випадку втратили статус демонстрантів, оскільки нападали на поліцейські дільниці та казарми з метою захоплення влади, і будь-який відповідальний уряд у такій ситуації зобов'язаний вжити заходів. Деякі російські політологи вважають повідомлення про розстріл демонстрацій частиною спеціально організованих дій із створення помилкової картини того, що відбувається в Лівії.
За повідомленням телеканалу Аль-Джазіра відомий мусульманський проповідник шейх Юсеф аль-Кардауи закликав армію вбити Каддафі: «він пролив кров свого народу, палач», раніше він пропонував йому мирно піти у відставку за прикладом президентів Тунісу і Египта.
Глава МЗС Великої Британії Вільям Хейг 21 лютого 2011 року розповсюдив через Бі-Бі-Сі дезінформацію, що Каддафі втік у Венесуелу.
Британська неурядова організація British Civilians For Peace in Libya, провівши розслідування, не виявила доказів того, що війська полковника Муаммара Каддафі атакували мирне населення в західній частині країни.
22 лютого бунтівники поширили свою владу на місто Тобрук завдяки тому, що Генерал-майор Сулейман Мухаммад, командувач військами в Тобруку, з вірними йому військами перейшов на бік опозиції, повідомив катарський телеканал «Аль-Джазіра». Лівійська влада звинуватила в організації заворушень і заколотів Аль-Каїду.
До 24 лютого вся Киренаїка перейшла під повний контроль бунтівників. Лівійська влада тимчасово залишили спроби повернути контроль над регіоном. 26 лютого бунтівники проголосили в Бенгазі тимчасовий уряд Лівії на чолі з колишнім міністром юстиції країни Мустафою Мухаммедом Абдель-Джалілем.

### Марш на Триполі (2—6 березня)
23 лютого після вигнання військ Каддафі з Бенгазі, перший створений у непідконтрольному владі Триполі місті телеканал «Альхурра» (Мухаммед Набус) анонсував марш на Триполі, у якому збиралася взяти участь до 5000 ополченців (дивізія). За повідомленням британської газети «Дейлі мейл», яку підтвердив газеті і високопоставлений представник міністерства оборони Великої Британії, який побажав залишитися неназваним — безпосередньо перед початком повстання (за три тижні до 21 березня, тобто 1 березня) в Киренаїку висадилися бійці британського елітного підрозділу SAS. 2 березня революціонери атакували нафтовий порт Бреги. Взявши його, наступного дня 3 березня вони атакували Ель-Агейлу.
4 березня почалася битва за Рас-Лануф, у ході якої революціонери оволоділи містом.
5 березня загони революціонерів на автомобілях вирушили далі на захід у напрямку Сирта. Завдяки встановленим у кузовах автомобілів зенітним кулеметам, їм вдалося збити бомбардувальник Су-24 військово-повітряних сил армії Каддафі. А до вечора 5 березня ними було зайняте невелике місто Бін Джавад за 150 кілометрів від міста Сирта. І, хоча окремі ЗМІ поквапилися 6 березня повідомити про нібито взяття опозиціонерами Сирта, досягти цього за такий короткий термін, а тим більше при опорі лояльних Каддафі військ, було неможливо. У цей же день із заходу до Бін-Джаваду підійшло важко озброєне угрупування військ Каддафі, після чого почалися запеклі бої за місто.

### Перший контрнаступ військ Каддафі (7—19 березня)
6 березня військам Каддафі вдалося перехопити ініціативу і почати контрнаступ на східному фронті. Першою їх перемогою стало захоплення міста Бін-Джавад. Через два дні 8 березня армія Каддафі атакувала великий нафтопереробний центр Рас-Лануф. Бої за місто тривали 4 дня і до 11 березня місто було взято військами Каддафі. Наступного дня 12 березня, розвиваючи наступ, війська Каддафі вибили повсталих із Бреги. До 15 березня війська Каддафі дісталися до Адждабії.
17 березня з'явилися повідомлення, що бої зав'язалися на околицях Бенгазі — оплоту повсталих. Перемоги армії Каддафі над повсталими були досягнуті за рахунок використання артилерії, танків і авіації. Однак, на піку ескалації конфлікту, у ніч на 18 березня, Рада Безпеки ООН прийняла Резолюцію 1973 від 17 березня (за Нью-Йоркським часом), яка дозволяла застосування сили в Лівії, виключаючи наземне втручання. 19 березня, згідно з повідомленнями телеканалу «Аль Джазіра», кореспонденти якого були присутні в Бенгазі, вранці (7:30 за місцевим часом) почався артилерійський обстріл міста. О 9 годині ранку почалася перша атака на місто, яка, як повідомляється, до середини дня (14:30 за місцевим часом) була відбита. Стало також відомо, що літак повсталих МіГ-23 був помилково збитий системою ППО на околиці міста (район Аль-Долар) Пілот, полковник Мухаммед Мубарак аль-Окайлі, як повідомляється, не вижив.
19 березня (16:00 за місцевим часом), французькі винищувачі увійшли в повітряний простір Лівії, зробивши повітряну розвідку з метою підготовки інтервенції. Потім, о 16:45, почалася Міжнародна військова операція в Лівії із знищення декількох одиниць бронетехніки військ Каддафі. Пізніше, Аль-Джазіра повідомила, що французька авіація знищила ще 4 танки сил Каддафі.

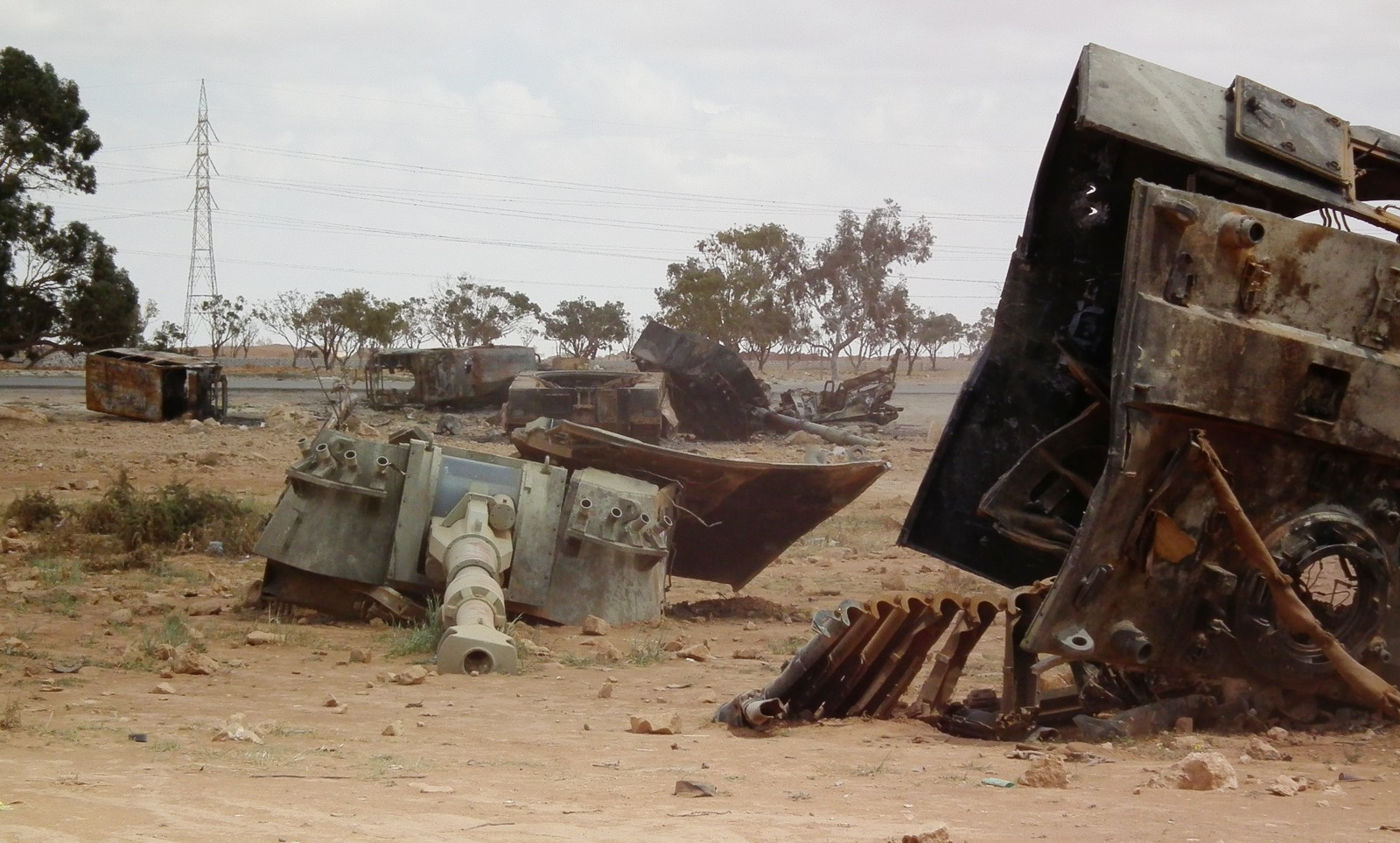
Залишки двох установок «Пальмарія» військ Каддафі, знищених французькою авіацією в околицях Бенгазі

За повідомленнями Аль-Джазіри, під час боїв за Бенгазі, з міста почався потік біженців на схід, в інші підконтрольні повсталим міста. Аль-Джазіра повідомляла про атаки британських і американських крилатих ракет на аеродроми і інші військові об'єкти в Лівії, операція була названа «Odyssey Dawn» («Одіссея Світанок»). Потім, ВПС США зосередилися на наземних цілях.
20 березня, ВПС Франції, Великої Британії та США вранці завдали удару по танковій колоні (протягом двох годин). Агентство Reuters підтвердило, що французькою авіацією було знищено як мінімум 7 танків і дві одиниці БМП. У цей же день адмірал флоту США Майкл Маллен заявив, що міжнародна коаліція відбила «атаку режиму на Бенгазі».

### Другий наступ повстанців на сході країни (22—28 березня)
21—22 березня війська Каддафі були витіснені з околиць Бенгазі, і до 23 березня бої перемістилися до міста Адждабія, за 150 кілометрів на південь від оплоту повстанців у східній Лівії. Кореспондент телеканалу «Дощ» Орхан Джемаль, який перебував у східній Лівії, повідомив про запеклі бої 22—23 березня біля Адждабії. Однак, крім стрілецької зброї, у повстанців іншого озброєння не було, у той час, коли війська Каддафі, як і раніше володіли важкою зброєю.
24 березня повідомлялося про наявність «певної рейдової групи» військ Каддафі на півночі від Адждабії. Одночасно почалися бої на околицях Адждабії, звідки повстанці періодично відступали. По суті, дії повстанців зводилися до пошуку слабкого місця в позиціях лояльних Каддафі військ навколо Адждабії, зручного для проникнення в місто.
26 березня вночі, як повідомляє Орхан Джемаль, після боїв на підступах до Адждабії, повстанці зуміли захопити Адждабію, але в самому місті, як повідомляється, боїв не було. Того ж дня автоколона повстанців, не зустрічаючи опору, увійшла в Брегу, а 27 березня, також не зустрічаючи опору, повстанці захопили Рас-Лануф і Бін-Джавад.

### Другий контрнаступ військ Каддафі (28 березня— 15 квітня)
28 березня повстанці без бою увійшли в Ен-Нофаллію і розташувались за 140 кілометрів від Сирта (їхні найбільші просування в напрямку Сирта навесні 2011 року). Однак легко озброєні, а іноді — і взагалі неозброєні повстанці не могли протистояти наступаючим із заходу танкам і артилерії військ Каддафі (напередодні ряд населених пунктів, які вони захопили перейшли під контроль урядових військ без бою). Тому 28—29 березня вони без бою залишили Ен-Нофаллію, Бін-Джавад і Рас-Лануф.
До 30 березня лінія фронту перебувала між Рас-Лануфом і Брегою, де на той момент відбувалася перестрілка з артилерійських систем.
31 березня стало відомо, що війська Каддафі напередодні зайняли Брегу. Однак сили повстанців спробували відбити місто назад. Перша спроба штурму тривала всього 5 хвилин, після чого повстанці під вогнем важкої артилерії змушені були відступити. Пізніше позиції лоялістів у місті піддалися бомбардуванню авіації НАТО. Скориставшись моментом, повстанці зуміли увійти в Брегу (північно-східна частина міста, Район 3), після чого зав'язалися вуличні бої. Але в кінці дня, після важкого бою, війська Каддафі змогли відбити контратаку повстанців і відновили повний контроль над містом.
1—2 квітня бої на східних околицях Бреги тривали. Повідомляється, що авіація НАТО помилково завдала удару по групі повстанців біля Бреги, внаслідок чого 14 осіб загинуло. Повідомляється також про те, що інша група повстанців потрапила в засідку біля університету, де були значні сили лояльних Каддафі солдатів. Після цього повстанці відступили.
3—4 квітня бої йшли в районі університету Бреги, повстанцям вдалося проникнути в район 3 в східній частині міста. Однак і там тривали бої. Почалася евакуація жителів Нової Бреги (район 3).
5 квітня Повідомляється, що лоялісти напередодні вночі влаштували засідку, у яку повстанці потрапили наступного дня. Після цього повстанці були витіснені з міста і відступили на 5 кілометрів.
6 квітня як повідомлялося, повстанці відступили від Бреги і закріпилися в «районі 40» (Ель-Арбін) між Брегою і Адждабією. CNN
7 квітня авіація НАТО помилково знищила кілька трофейних танків повстанців, у результаті чого від 10 до 13 людей загинули і ще 14 до 22 людей було поранено. Ще 5 танків було пошкоджено.
Скориставшись помилкою повстанців, війська Каддафі завдали нового удару по позиціях революціонерів, після чого ті відступили до Адждабії, яка вже була у зоні досяжності артилерії військ Каддафі.
30 березня. Літаки міжнародної коаліції завдали удару по колоні лівійських урядових військ, що наступали у напрямі міста Адждабія. Повстанці, які поспішали сховатися від супротивника в Адждабії, побачивши наслідки авіаудару, почали святкувати і стріляти в повітря. Раніше протягом дня 30 березня вони в паніці відступали, кинувши міста Рас-Лануф і Брега, які перейшли під їх контроль кількома днями раніше.
8—9 квітня повідомлялося про атаку військ Каддафі на Адждабію. Однак повстанці пізніше повідомили, що їм вдалося відбити атаку прихильників Каддафі на місто.
16—18 квітня також повідомлялося про серйозне погіршення погодних умов (вітер до 9 балів, піщана буря), внаслідок чого авіація НАТО протягом декількох днів не могла здійснювати бойові операції у східній Лівії. У місті, велика частина населення якого вже евакуювалася, почалася паніка, проте лояльні Каддафі війська надалі спроби відбити Адждабію не робили.

### Патова військово-політична ситуація
З другої половини квітня на Східному фронті настало відносне затишшя: війська Каддафі були скуті в діях через значні втрати, а також активність авіації НАТО, а сили лівійської опозиції не мали достатнього озброєння і досвіду ведення бойових дій, тому не могли протистояти у відкритому бою збройним силам Каддафі. У цих умовах склалася патова військово-політична ситуація, що означає нездатність жодної зі сторін встановити контроль над всією країною, а умовний фронт на сході Лівії стабілізувався між Адждабією і Брегою.
У цих умовах активізувалися заклики до переговорів сторін. Зокрема, МЗС Росії закликав міжнародне співтовариство до «швидкого припинення насильства і бойових дій, переходу вирішення конфлікту у політико-переговорне русло». Формально до цієї вимоги приєднався і президент Південно-Африканської республіки Джейкоб Зума, відомий своєю підтримкою уряду Каддафі.. Остання обставина викликала недовіру у Перехідної Національної Ради та крайнє роздратування у революційної частини країни, внаслідок чого переговори за посередництва Африканського союзу зайшли в безвихідь. Також переговорний процес не увінчався успіхом через небажання сторін йти на поступки: повстанці категорично відмовилися бачити Муамара Каддафі навіть номінально лідером Лівії, у свою чергу лідер Джамахірії навідріз відмовився залишати свій пост або поступатися владою, до того ж тональність і багата на епітети і порівняння риторика М. Каддафі вимальовувала революціонерів як «зрадників, щурів, терористів і злочинців», з якими «ніяких переговорів бути не може». Заступник міністра закордонних справ Лівії, Халед Кэйм заявив, що не було необхідності в переговорах Джейкоба Зуми з Перехідним урядом Лівії, оскільки вони не представляли більшість бунтівних повстанців, які на даний момент[коли?] борються проти сил Каддафі. «Вони — це дев'ять людей. Вони не мають уявлення про те, що триває в Бенгазі та інших містах на сході», сказав він.
До липня 2011 року Перехідну Національну Раду Лівії як єдину законну владу в Лівії визнали вже 30 держав, у тому числі США, Велика Британія, Франція, Німеччина, Італія, Іспанія, Туреччина, Катар, Туніс і низка інших держав, багато з яких надавали гуманітарну і військову допомогу революціонерам на підконтрольних їм східних і західних (Місурата і гори Нафуса), частинах країни.
Незважаючи на відносне затишшя на фронті між Адждабією і Брегою в період з квітня по липень, загони урядових військ чисельністю 60 машин і 250 осіб, 28 квітня захопили оазу Куфра на крайньому південному сході Лівії. Проте через місяць, у кінці травня — на початку червня 2011 року повстанці повернули контроль над Куфрою, витіснивши звідти лоялістів, які в основному складалися із суданських повстанців із Дарфура, які виконували там роль найманців Каддафі.
7 травня в Перехідній Національній Раді заявили про атаку військ лоялістів на оазу Джалу [Архівовано 25 серпня 2011 у WebCite] за 240 кілометрів на південь від Адждабії. Джалу є важливим нафтовидобувним районом на сході Лівії.
У травні-червні 2011 року сили повстанців змогли закріпитися в районі Арбін, відомому як «район 40» (оскільки відстань між Адждабією і цим місцем на шосе Адждабія-Брега становить 40 км), що дозволило забезпечити Адждабію від атак далекобійної артилерії військ Каддафі.
В умовах сформованої на фронтах у Лівії патової ситуації, Франція, порушуючи резолюцію Радбезу ООН, провела секретну операцію з постачання зброєю лівійських революціонерів, діючих у регіоні Західні Гори на південний захід від Триполі. «Контейнери з автоматами, кулеметами, гранатометами та протитанковими ракетними комплексами Milan спочатку скидалися на парашутах над позиціями повстанців із транспортних літаків. Після того, як опозиціонери домоглися значних успіхів, очистивши від прихильників Каддафі майже весь регіон, у двох місцях були обладнані невеликі аеродроми, куди почали приземлятися літаки з арабських країн, на борту яких було все та ж зброя.» Після цього революціонерам вдалося просунутися до Триполі на відстань 80 кілометрів, а також захопити великий збройовий склад на південь від міста Зінтан.
30 травня Перехідна національна рада Лівії через Facebook оголосила про перетворення повстанських загонів у Національну Визвольну армію, назва якої повинна сприяти зростанню професіоналізму і дисциплінованості в рядах повстанців і буде носити поки тимчасовий характер.
23 липня Держдепартамент США повідомив, що перевіряє повідомлення про постачання військового вантажу і техніки військам Каддафі з території Алжиру в Лівії. Раніше революціонери неодноразово звинувачували Алжир у військовій підтримці військ Каддафі, відправленні найманців у Лівію, а також в обстрілі прикордонного з Алжиром міста Гадамес регулярними військами Алжиру.

### Третій наступ революціонерів на Східному фронті (з 13 липня)
Датою закінчення патової військової ситуації можна вважати 13 липня, коли загони ПНР почали новий наступ у напрямку Бреги. Окремі ЗМІ вже 16—20 липня повідомляли про перемогу бійців ПНР у Брезі, однак ледь розпочавшись, наступ зіткнувся з проблемою розмінування місцевості, тим більше що для розмінування в сил революціонерів не було ні достатньої кількості інженерів, ні спеціальної техніки. Надалі Аль-Джазіра повідомила з посиланням на інженерів, що між Адждабією і Сиртом (переважно в районі Бреги) було приблизно 60 тисяч мін, з яких станом на 22 вересня, знешкоджено було тільки 21 тисяча. Таким чином, темп наступу різко знизився, а інформація з фронту надходила вкрай рідко. З іншого боку, війська Каддафі, які були мішенню для авіації НАТО, також були позбавлені маневру. Давали про себе знати і втрати важкої техніки (до червня-липня 2011 року активність танкових військ Каддафі, які стали мішенню для авіації НАТО, значно знизилася), проте вони компенсувалися активністю артилерії, яка залишалася активною на всіх фронтах.
28 липня 2011 року при нез'ясованих обставинах був убитий начальник штабу військ революціонерів Абдул Фатах Юніс. Він був відкликаний у Бенгазі з ділянки бойових дій у міста Брега. За словами глави Національного перехідного ради (НПР) Мустафи Абдель-Джаліля, Юніс повинен був доповісти про поточну ситуацію. По дорозі Юніс і ще два офіцера, які його супроводжували, були вбиті. З чуток, воєначальника везли в Бенгазі для допиту за підозрою у зв'язках із Каддафі. Глава НПР заявив, що смерть Юніса — справа рук найманців Каддафі, які проникли в ряди революціонерів. Надалі з'явилася непідтверджена інформація, що замовників, а потім і виконавців вбивства вдалося знайти, але їхні імена не називалися на увазі небезпеки ескалації міжплемінних конфліктів.
11 серпня — представник революціонерів Мухаммед аль-Раджали заявив інформаційному агентству Associated Press, що силам ПНР вдалося взяти Брегу. При цьому він уточнив, що бої тривають у промисловій зоні міста, де містяться нафтопереробні підприємства.
12 серпня — державне телебачення Лівії підтвердило факт контролю революціонерами Третього житлового масиву міста, проте заявило, що війська Каддафі, як і раніше контролюють західну частину Бреги.
14 серпня — з'явилися повідомлення про взяття території університету і Другого житлового масиву Бреги революціонерами, однак повідомляється і про великі втрати серед них.
15 серпня — повідомляється про бої армії ПНР із військами Каддафі біля нафтопереробного комплексу Бреги. Напередодні війська Каддафі, за словами революціонерів, підірвали нафтовий танкер у порту Бреги.
16 серпня — війська Каддафі вперше з початку громадянської війни застосували ракети. Повідомлялося, що ракета була запущена за 80 кілометрів на схід від Сирта і впала в пустелі, поблизу від Бреги. Жертв немає.
19 серпня — загони армії ПНР взяли під контроль Брегу і всі її стратегічні об'єкти, про це повідомив військовий представник ПНР Ахмед Бані.
21 серпня — телеканал Аль-Арабія повідомив, що сили Каддафі між Брегою і Сиртом ведуть переговори і готові здатися революціонерам. Тим не менше, і після цього бої на Східному фронті тривали.
22 серпня — Аль-Джазіра підтвердила, що революціонери контролюють нафтової комплекс Бреги і все місто, а війська Каддафі відступили в напрямку Башира за 25 км від Бреги
23 серпня — ряд інформагентств із посиланням на Аль-Джазіру і представника революціонерів у Бенгазі Мухаммеда Завіва повідомили, що, зустрічаючи мінімум опору, їхні загони оволоділи селищами Башир і Агейла, що розміщуються між Брегою і Рас-Лануфом. За словами Завіва, «наші війська пройшли 40 кілометрів, ми увійшли в Башир і сьогодні вночі будемо в Рас-Лануфі». Увечері 23 серпня військовий представник революціонерів, полковник Ахмед Омар Бані повідомив, що вони увійшли в Рас-Лануф. Мухаммед Зававі, представник повстанців, повідомив, що війська Каддафі відступили за Червону Долину у напрямку Сирта.
24 серпня — представник армії ПНР Фаузі Букатиф повідомив інформаційному агентству AFP, що в районі невеликого міста Бін-Джавад наступ сил революціонерів було зупинено артилерійським вогнем, що застав сили ПНР зненацька. За словами Фаузі Букатифа, війська Каддафі зуміли створити оборонну лінію з Червоної Долини, і явно не збираються здаватися, як очікувалося раніше. Червона долина вважається найзахіднішою точкою, якої змогли досягти революціонери на східному фронті у кінці березня, перед тим, як були відкинуті підкріпленнями військ Каддафі 28 березня-10 квітня до Адждабії. За словами самих революціонерів, тоді район Червоної долини було заміновано.
25 серпня — сили ПНР, які напередодні підійшли до Бін-Джаваду і потрапили під сильний артилерійський вогонь, відійшли до Рас-Лануфу, де тепер розмістився штаб військ революціонерів, про це повідомив один із командирів. За його словами, місцеве населення в районі Бін-Джавада і далі у бік Сирта явно недружньо налаштоване по відношенню до революціонерів: «Місцеве населення двічі зраджувало нас, і тепер ми розуміємо, що відбувається».
26 серпня — за непідтвердженими поки даними, поновилися бої між військами Каддафі і силами ПНР за Рас-Лануфом, між портом Ас-Сидр і невеликим містом Бін-Джавад. Телеканал Аль-Арабія повідомляє, що, за словами представників революціонерів, їх війська змогли закріпитися в стратегічно важливих позиціях навколо міста Бін-Джавад, включаючи військову базу, де раніше були танки військ Каддафі. Дії армії ПНР у районі Бін-Джавада 26 серпня супроводжувалися авіаударами НАТО по Сирту. Зокрема, британські винищувачі Торнадо завдали ракетного удару по бункеру Каддафі в Сирті, про що повідомив міністр оборони Великої Британії.
27 серпня — Попри заяв окремих військових революціонерів про переговори з загонами Каддафі в Сирті, приходили повідомлення про те, що сили ПНР відійшли від Бін-Джавада до порту Сидру, куди підходили підкріплення військ революціонерів. За словами кореспондента Аль-Джазіри, війська Каддафі явно прагнуть за всяку ціну утримати Бін-Джавад і не дати армії ПНР просунутися далі Рас-Лануфа, про що свідчить лютий опір загонів Каддафі. Трохи пізніше 27 серпня почали надходити перші повідомлення, що посилаються на SkyNews, про те, що армія ПНР вже захопила Бін-Джавад. Пізніше телеканал Аль-Джазіра, а також інші ЗМІ підтвердили цю інформацію. Також Reuters повідомляє, що сили армії ПНР стоять за 100 км від Сирта, про здачу якого, щоб уникнути жертв серед мирного населення, за словами представника ПНР Мухаммеда Зававі, ведуться переговори, поки безрезультатно.
28 серпня — репортери Аль-Джазіри повідомили, що війська революціонерів оволоділи Ен-Нофалією, а війська Каддафі відступили до Червоній долині — першої лінії оборони військ Каддафі перед Сиртом. Повідомляється, що бійці армії ПНР розбилися на групи і атакували Ен-Нофалію з сходу та півдня.

## Події на заході країни

### Бої за Ез-Завію і Місурату

Триполітанський фронт

Під впливом успіхів повсталих на сході країни, а також на знак солідарності з жителями Бенгазі, почалися демонстрації, а потім і бої на заході Лівії. 27 лютого після бою повсталі захопили міста Ез-Завія і Місурата. Перед обличчям численних заколотів, війська Каддафі зосередили свої сили для боротьби з повстанцями в Триполітанії, що дозволило повсталим з Киренаїки здійснити успішний на початку марш на Триполі через багаті нафтою райони.
1 березня війська Каддафі, за підтримки танків і артилерії, зробили нічний штурм міста Ез-Завія, але повстанцям вдалося відбити цю атаку.
2 березня — військам Каддафі вдалося здійснити ряд успішних контратак, встановивши контроль над населеними пунктами Гар'ян та Сабрата неподалік від Триполі.
4 березня війська Каддафі зробили другий штурм міста Ез-Завія. Цього разу їм вдалося закріпитися на міських околицях. 5—11 березня запеклі бої за місто тривали. Роль вождів заколоту взяло на себе мусульманське духовенство, яке оголосило Каддафі джихад.
17 березня з'явилося повідомлення, що війська Каддафі взяли під контроль місто Місурата. Проте, війська Каддафі контролювали тільки частину Місурата, вуличні бої в місті тривали. Повсталим на руку багато в чому зіграли контейнери з порту, які були розташовані в центрі міста на основних перехрестях і наповнені піском, таким чином танкові сили військ Каддафі виявилися сковані і в підсумку загрузли у вуличних боях. К 15 травня — повсталі встановили повний контроль над центром міста Місурата, головною дорогою, аеропортом і південній, південно-західної і південно-східною частинами міста Місурата, що є під контролем військ М. Каддафі з березня по травень 2011 р. Сили повсталих зайняли населений пункт Дафнія і підійшли до міста Злітен на заході, на південному напрямі просунулися до населеного пункту Таварга. 13 червня з'явилися відомості, що війська Каддафі взяли місто Ез-Завія і тепер контролюють територію від Адждабії до кордону з Тунісом, а також ведуть бій за Місурату і Зінтан. На початку червня в місті Ез-Завія знову почалися заворушення, і прихильникам Каддафі довелося знову відправляти війська на придушення повстання. 9 липня повстанці підійшли до Злітену і почали штурм передмістя Сук-Альсуляса, що на південний схід від Злітену. За підтримки НАТО за 2 тижні вони відбили кілька контратак військ Каддафі; повідомляється, що жителі покинули східну частину Злітену і передмістя Сук-Альсуляса. Впродовж липня-початку серпня відбувається серія атак і контратак повсталих і військ Каддафі в передмісті міста, проте просунутися на захід району Сук-Альсуляса, повстанці не можуть. З іншого боку, контратаки сил Каддафі також не дають можливості останнім взяти під контроль східні передмістя зліться, оскільки повстанці встигли зайняти оборонні позиції в цьому районі.
11 серпня повсталі Місурати зважилися атакувати містечко Таварга на південь від Місурати. За повідомленнями інформагентств, вони змогли в цей же день взяти Таваргу під контроль із метою створення безпечної зони навколо міста, відтіснивши установки залпового вогню армії Каддафі далі від Місурати. Представники південного фронту загонів революціонерів із Місурата зажадали, щоб чорношкіре населення Таварги в тридцятиденний термін повністю покинуло місто. 11 вересня британська газета The Telegraph, навела слова офіцера гарнізону революціонерів Таваргі Абдули ель-Муталиб Фататеха: «Ми дали їм тридцять днів на збори. Ми попередили, що кожен, хто залишиться, будуть арештовані і ув'язнені. Пішли всі, і ми ніколи не допустимо, щоб вони повернулися». Видання також наводить слова представників ополчення Місрати, за словами яких, є неспростовні докази співпраці та підтримки населенням Таваргі лояльних Каддафі військ. 16 серпня тривали бої за Злітен на західній ділянці фронту Місрати. За словами жителів Місрати, у місті після настання революціонерів на Триполітанскій фронті поблизу Триполі і взяття Таварги на південній ділянці фронту Місрати, стало набагато спокійніше, є ознаки повернення міста до мирного життя. За непідтвердженими даними, революціонери на південно-західній ділянці фронту Місрати просунулися в південно-західному напрямку до району Дуфан за 55 км від Бені-Валіда, який вважається оплотом найбільшого племені Лівії — Варфалла. Проте, дана інформація потребує підтвердження.
17 серпня у військовому командуванні революціонерів заявили, що їх розвідувальні частини на південній ділянці фронту Місрати досягли околиць Аль-Хайші за 70 кілометрів на південь від Місрати біля перетину важливих транспортних шляхів на південь, схід і захід Лівії. 19 серпня після кровопролитних боїв (понад 30 загиблих) революціонери зуміли опанувати містом Злітен за 140 км від Триполі, продовживши наступ на Аль-Хомс.

### Бої за гори Нафуса
Гори Нафуса (від амазигського: Адрар-ен-Нафусен (гори Нафуса), Араб.: الجبل الغربي‎ Ель-Джабал ель Гарбі (Західні гори)) — гірський хребет у Лівії, протягнутий на 250 кілометрів із заходу (від кордону з Тунісом) до міста Гар'ян [Архівовано 25 серпня 2011 у WebCite]. Іноді можна зустріти змішану назву — Західні гори Нафуса, або Джабал Нафуса (арабською 'джабал' — гора, гори).
Сама назва гір — Нафуса, амазигське за походженням, за роки правління Каддафі влада намагалися замінити на Західні гори, оскільки Тамазигт (мова амазигів) і амазигська культура в цілому, у Джамахірії перебували під забороною, яка відчувалася навіть у забороні використання традиційних амазигских географічних назв. Під час громадянської війни в Лівії, гори Нафуса стають одним із місць самого запеклого опору військам Каддафі, яке надалі вплинуло на розвиток театру бойових дій у Триполітанії.
Бойові дії в горах Нафуса, де місцеві громади амазигів (берберського народу), що піддавалися національній дискрімінації під час правління Каддафі, підтримали супротивників лівійського лідера, з самого початку практично не висвітлювалися в ЗМІ, оскільки уряд Лівії не визнавав факт збройної боротьби в даному регіоні, а іноземні журналісти владою Джамахірії в цей район або не допускалися, або висвітлення інформації піддавалося цензурі.
1 березня війська Каддафі штурмом взяли Гар'ян [Архівовано 25 серпня 2011 у WebCite], після чого відтіснили опозиціонерів на захід. Центрами опору залишалися тільки міста Налут [Архівовано 25 серпня 2011 у WebCite], Джаду [Архівовано 25 серпня 2011 у WebCite], Зінтан [Архівовано 25 серпня 2011 у WebCite] і Яфран [Архівовано 25 серпня 2011 у WebCite], а також населені пункти Калаа [Архівовано 25 серпня 2011 у WebCite] і Кікла [Архівовано 25 серпня 2011 у WebCite].
3 квітня міста Налут, Зінтан і Яфран було взято в облогу наступаючими військами Каддафі, однак важкодоступна гірська місцевість і запеклий опір амазигів зупинили наступ військ Каддафі. У міста була перервана подача електроенергії.
16 березня війська Каддафі приступили до штурму міста Зінтан, направивши туди 15 танків і бронетранспортерів і артпідтримку. Тим не менш взяти місто вони не змогли.
23 квітня повстанці зуміли відбити у загонів Каддафі містечко і пропускний пункт Вазін [Архівовано 25 серпня 2011 у WebCite], що на кордоні з Тунісом, після чого в Туніс хлинув потік біженців амазигів, а у зворотному напрямку почалися поставки продуктів харчування, гуманітарної допомоги і озброєння революціонерам.
28 квітня війська Каддафі спробували відбити Вазін [Архівовано 25 серпня 2011 у WebCite]. Спершу під артилерійським вогнем революціонери відступили на територію Тунісу, але переслідуючі їх загони військ Каддафі перетнули кордон Тунісу. Населення міста Дехіба, що лежить за 4 км від прикордонного переходу «Вазін-Дехиба», симпатизує лівійським революціонерам, а тому останні, відступивши від Вазіна, знайшли в місті притулок. Повідомляється, що війська Каддафі почали обстрілювати з систем залпового вогню Дехібу, у результаті чого загинув місцевий житель. Туніська армія була змушена відкрити по військам Каддафі вогонь у відповідь, після чого вони були вибиті з туніської території. Через інтервенцію збройних сил Лівії на територію Тунісу між Лівійської Джамахірією і Тунісом розгорівся міжнародний скандал, а революціонери до 29 квітня повернули під свій контроль стратегічно важливий прикордонний перехід Вазін.
Іноземні журналісти дісталися Лівії через контрольований революціонерами прикордонний пункт, також змогли потрапити в район гір Нафуса. Таким чином, інформаційна блокада регіону також була знята.
1 червня загонам революціонерів вдалося взяти під свій контроль населені пункти Каср-ель-Хадж і Шакшук, біля якого є електростанція. Це дало їм можливість відновити подачу електроенергії в місто Джаду. Розвиваючи наступ, вони 2 травня підійшли до Яфрану з півночі і зайняли місто. 14 червня революціонери вже контролювали район Калаа і Кикла.
17 червня революціонерами одночасно були взяті під контроль населені пункти Райна і Авін'я, що між Зінтаном і Яфраном.
28 червня Зінтанська військова рада заявила про атаку на південь, на військову базу Ель-Кааа, що за 25 км від Зінтана, у результаті чого революціонери захопили величезну кількість військової техніки, у тому числі і 2 танки Т-55. 8 липня революціонери взяли під свій контроль населений пункт Аль-Гваліш на південному сході від Кікли, що лежить на шляху до Гарьяну, але подальше просування революціонерів у цьому напрямку було утрудненим через заміновану місцевість, а також декілька контратак військ Каддафі.
26 липня Зінтанська військова рада оголосила про рейд у район міста Мізда [Архівовано 25 серпня 2011 у WebCite], що знаходиться за 90 км від Зінтана, на важливій трасі, що сполучає Себху з північчю країни.
29 липня — Об'єднаний наступ революціонерів гір Нафуса в районі на північ від Налута. Революціонери взяли під свій контроль міста Газея та Такют. Таким чином, на початку серпня в північно-західному передгір'ї гір Нафуса, у руках військ Каддафі залишалися тільки міста Тіджі і Бадр.

### Вирішальний наступ революціонерів у Триполітанії
До початку серпня наступальна здатність військ Каддафі поступово знизилася, чому сприяла активність авіації і флоту країн НАТО, а також санкції, під якими перебувала Джамахірія. Так, генерал Шарль Бушар, командувач сил НАТО в Лівії, заявив, що лівійські війська «більше не здатні розвивати повноцінний наступ». Таким чином, співвідношення сил у Лівії значно змінилося. До серпня кількість сил революціонерів також значно збільшилася за рахунок добровольців із Триполі, Ель-Завії, Сормана, а також лівійців із-за кордону. У складі Зінтанського військового командування були сформовані Бригада Триполі і Бригада Завії, що складалися переважно з тих мешканців цих міст, що воювали на стороні революціонерів.
6 серпня революціонери взяли штурмом населений пункт Бір-аль-Ганем [Архівовано 25 серпня 2011 у WebCite] за 85 км від Триполі. До цього вони два місяці безуспішно намагалися заволодіти цим населеним пунктом, закріпившись у довколишніх горах. За словами самих революціонерів, успішно захопити Бір-аль-Ганем їм допомогла підтримка НАТО з повітря, а також низький бойовий дух військ Каддафі, що переважно складалися з найманців із Чаду. Наступного дня прем'єр-міністр Лівії заявив, що лоялістам вдалося повернути під свій контроль Бір-аль-Ганем, проте, за словами кореспондентів Аль-Джазіри, і після 7 серпня Бір-аль-Ганем залишався в руках революціонерів.
11 серпня, розвиваючи наступ після взяття Бір-аль-Ганема, революціонери заволоділи селищем Наср [Архівовано 25 серпня 2011 у WebCite] і, за словами самих революціонерів, опинилися за 25 кілометрів від Ез-Завії.

#### Друга битва за Ез-Завію
13 серпня революціонери після нічного штурму оволоділи містом Гар'ян [Архівовано 25 серпня 2011 у WebCite] — найбільшим містом у горах Нафуса, що лежить на дуже важливій дорозі з Триполі на південь. Про це повідомив представник Зінтанського військового командування Фатхі-ель-Аїб. Сили революціонерів зайшли в місто з північної сторони, яка не була прикрита військами Каддафі. За словами Фатхі-ель-Аїба, штурм міста і зіткнення з залишками військ режиму тривали 4 години, потім війська Каддафі відступили.
Одночасно революціонери продовжили розвивати наступ на Ез-Завію, від якої їх, за словами Фатхі-ель-Аїба, 13 серпня відокремлювало 15 кілометрів. Увечері того ж дня з'явилися перші повідомлення про те, що передові частини революціонерів увійшли в Ез-Завію. І, хоча представник уряду в Лівії Триполі заявив, що «дуже мала група повстанців увійшла в Ез-Завію, але була зупинена нашими збройними силами», ряд інформагентств підтвердили розвиток повстання революціонерів у самому місті. Кореспондент інформаційного агентства Associated Press, який увійшов у місто з загоном революціонерів, повідомляє, що «сотні людей вийшли на вулицю, зустрічаючи повстанців». Потім, за словами кореспондента, почався бій із контратакуючими частинами лояльних Каддафі військ. Таким чином, почалися друга битва за Ез-Завію, за 35 км на захід від Триполі.
14 серпня Військова Рада Зінтана оголосила про взяття міста Сорман [Архівовано 25 серпня 2011 у WebCite] на узбережжі Середземного моря, за 10 км на захід від Эз-Завії. Одночасно в самій Ез-Завії йшли запеклі бої між революціонерами і військами Каддафі, що отримали підкріплення з Триполі. Повідомляється про велику кількість снайперів на дахах висотних будинків і мінометний вогонь. Стратегічне значення Ез-Завії, зокрема, продиктоване тим, що взявши Ез-Завію, революціонери відбили б стратегічно важливе місто на узбережжі Середземного моря, у якому діє єдиний поблизу Триполі нафтопереробний завод..
15 серпня з'явилися перші повідомлення про боях у Сабраті і Ель-Аджейлаті, розташованих на захід від Сормана. Представник Перехідної Національної Ради заявив про взяття ними міста Сорман, а також про переговори з групою військ Каддафі в сусідній Сабраті, яким було запропоновано здатися. У цей же день революціонери заявили, що їм вдалося відбити в військ Каддафі місто Тіджі — останній оплот військ Каддафі в районі гір Нафуса і почати бої за Бадр — місто, що відкриває шлях революціонерів до прибережного місті Зувара, населеному, як і гори Нафуса, переважно амазигами.
16 серпня представник революціонерів підтвердив інформацію про взяття міста Тіджі [Архівовано 25 серпня 2011 у WebCite] і заявив, що зараз бої ведуться за сусіднє (17 км від Тиджи) місто Бадр [Архівовано 25 серпня 2011 у WebCite], з якого напередодні вівся обстріл позицій революціонерів. Він також підтвердив, що йдуть бої за нафтопереробні підприємства Завії [Архівовано 25 серпня 2011 у WebCite], а війська Каддафі
контролюють приблизно 30 % міста, в основному східні і північно-східні терени.
18 серпня революціонери зуміли захопити нафтопереробний завод Ез-Завії, одночасно журналісти підтвердили, що Гар'ян також перебуває під контролем їхніх сил.
19 серпня тривали бої в центрі Ез-Завії. Позиції революціонерів, а також лікарні та інші будівлі в Ез-Завії обстрілювалися мінометами, артилерією і важкими кулеметами, однак із настанням темряви революціонерам вдалося витіснити війська Каддафі з багатоповерхового готелю і центральної площі міста. Авіація НАТО продовжила завдавати ударів по колонах загонів Каддафі, що рухалися до Ез-Завії з боку Триполі (за деякими даними, авіація НАТО знищила дві колони підкріплень).
20 серпня революціонери повністю оволоділи Ез-Завією, почавши наступ на Триполі, що за 50 км від Ез-Завії.

#### Битва за Триполі

Військові дії в Триполі

В умовах сформованої на фронтах у Лівії патової ситуації, французький уряд, порушуючи резолюцію Радбезу ООН, провів секретну операцію з постачання зброї лівійським повстанцям, діючим у регіоні Західні Гори на південний захід від Триполі. Контейнери з автоматами, кулеметами, гранатометами та протитанковими ракетними комплексами Milan спочатку скидалися на парашутах над позиціями повстанців із транспортних літаків. Після того, як опозиціонери домоглися значних успіхів, очистивши від прихильників Каддафі майже весь регіон, у двох місцях були обладнані невеликі аеродроми, куди почали приземлятися літаки з арабських країн, на борту яких було вся та ж зброя.
Це сприяло перелому в ході війни. У першій декаді серпня революціонери підготували і провели несподівану і потужну атаку на Триполі, підтримувану з повітря авіацією НАТО (в першу чергу США, Великої Британії та Франції). За непідтвердженими даними, у наступі могли брати участь спецпідрозділи Катару і Об'єднаних Арабських Еміратів. Більш категорично висловлюються прихильники і члени сім'ї Каддафі, зокрема, Мухаммед Каддафі заявив: «Тут лівійських повстанців і в помині немає».
Про події битви достовірних відомостей із російських джерел спочатку не було через те, що російські журналісти в момент початку битви за Триполі в столиці Лівії не були присутні, а М. Маргелов рекомендував російським журналістам «залишити Лівію з початком війни». Деякі повідомлення, поширювані інформаційними агентствами, російські блогери намагалися спростувати, вважаючи «картинку, пропоновану ЗМІ» такою, яка не відповідає дійсності. Багатьох дивувала та швидкість, з якою революціонери зуміли дістатися до столиці, подолавши за 15 днів 85 кілометрів, у тому числі увійшовши в стратегічно важливе місто Ез-Завія. Надалі група російських журналістів змогла в'їхати на територію Лівії через КПП Дехиба-Вазін із південного Тунісу і дістатися до Триполі, підтвердивши більшу частину інформації, що передається західними ЗМІ.
20 серпня почався наступ загонів революціонерів на Джанзур, що лежить між Ез-Завією і столицею. Як надалі повідомив телеканал France 24, вони при інтенсивній підтримці НАТО змогли подолати відстань від Ез-Завії до Триполі за 12 годин. Одночасно представник Військової ради Місурати Саїд Алі Гліван заявив, що сили 32-ї бригади Хаміс — самого боєздатного з'єднання військ Каддафі були ціною великих втрат революціонерів (понад 30 загиблих) вибиті зі Злітена. Також було заявлено про підготовку наступу на Зувару.
21 серпня повідомлялося про нетривалі бої в Джанзурі. З'явилася інформація про повстання в східному передмісті Триполі — Таджурі, а також про висадку десанту з революціонерами Місурати в порту Триполі. Представник Перехідної Національної Ради Лівії Абдель Хафіз Гога заявив, що «Настав час Ч і повстанці підняли повстання в Триполі».
Одночасно інформаційне агентство AFP повідомило, що на заході Лівії революціонери вийшли до кордону з Тунісом на узбережжі Середземного моря і вже взяли під свій контроль прикордонний перехід із Тунісом Рас-Адждир [Архівовано 25 серпня 2011 у WebCite], проте пізніше ця інформація була спростована.
22 серпня стали надходити повідомлення, що революціонери, не зустрічаючи особливого опору, увійшли в Триполі, а окремі військові підрозділи, у тому числі і особиста гвардія Каддафі, склали зброю. З Ез-Завії, а також із Триполі ряд телеканалів, показали відеокадри тріумфування людей на вулицях міст, багато російських оглядачів назвали їх «фальшивкою». Тим не менш, інформація про бої в районі Баб-ель-Азізії і Самок-Альджума, продовжувала надходити. «Інформаційною бомбою» 22 серпня стали повідомлення про полон двох синів Муаммара Каддафі — Саїфа аль-Іслама Каддафі і Мухаммеда Каддафі, що згодом було спростовано. Телеканал CNN повідомляє, що в ніч на 22 серпня революціонери зуміли також взяти під свій контроль Зелену площу в центрі Триполі, яку вони перейменували на Площу Мучеників.
Надійшла перша, ще непідтверджена інформація про бої в районі урядового комплексу Баб-ель-Азізія [Архівовано 25 серпня 2011 у WebCite]. У цей же день з'явилися повідомлення про взяття революціонерами телецентру і штаб-квартири Державного телебачення Лівії в Триполі, після чого відразу ж припинилося мовлення телеканалів, які до цього кілька місяців не перестаючи вели пропаганду режиму. Станом на 22 серпня під контролем революціонерів перебувало, за різними даними, від 75 до 90 відсотків Триполі. Репортери Аль-Джазіри повідомили про артилерійську стрілянину поблизу Баб-ель-Азізії. Іноземні репортери, які перебували в готелі Ріксос у Триполі, повідомили, що поблизу готелю чутні постріли і, судячи з усього, йдуть бої. При цьому вони повідомляють, що сім'ї високопоставлених чиновників режиму Каддафі покинули готель Ріксос.
В інтернеті з'явилося відео, яке показує, що Зінтанська бригада революціонерів контролює аеропорт Триполі.
Також повідомлялося про бої за авіабазу Мітіга [Архівовано 25 серпня 2011 у WebCite] та район Аль-Мансур.
Аль-Джазіра повідомила, що, можливо, почалося повстання і в Ель-Хомсі [Архівовано 25 серпня 2011 у WebCite], що між Злітеном і Триполі. У цей же день кореспондент Аль-Джазіри, що прямував із загонами революціонерів із Місурати в бік Триполі повідомив, що Ель-Хомс перебуває під контролем революційних сил, однак поряд зі Злітеном були осередки опору військ Каддафи.
Також, 22 серпня надійшла перша непідтверджена інформація, що місто Зувара на узбережжі Середземного моря, яке напередодні повстання приєдналося до революціонерів, піддалося сильному обстрілу з систем залпового вогню з трьох напрямків. Надалі інформація про блокаду повсталої Зувари підтвердилася. Телеканал Аль-Джазіра повідомляє, що сили НАТО перехопили крилату ракету, випущену в Сирті.
23 серпня Саїф аль Іслам Каддафі з'явився в готелі Ріксос і спростував чутки про свій арешт. Взяти під свій контроль Баб-ель-Азізію революціонери напередодні не змогли, оскільки повідомляється, що в цьому районі висока концентрація військ Каддафі. Напередодні авіація НАТО здійснила бомбардування Баб-ель-Азізії, вразивши як мінімум 40 цілей. Оглядачі припускають, що полковник Каддафі з високою часткою ймовірності може перебувати саме в урядовому комплексі Баб-ель-Азізія.
Оглядачі звертали увагу, що завдяки підземним комунікаціям, які, зокрема, з'єднують Баб-ель-Азізію і готель Ріксос, Каддафі і високопоставлені чиновники Джамахірії, а також вірні йому війська все ще могли пересуватися по Триполі. Телеканал Аль-Джазіра повідомив, що революціонери були в 500 метрах від урядової резиденції Баб-ель-Азізія. Також приходили повідомлення від журналістів і репортерів, що розташувалися в готелі Ріксос. За їх словами, у готелі, який влада заборонила їм залишати, немає світла. Телеканал Аль-Джазіра повідомляє, що революціонери подолали перші ворота і увійшли на територію Баб-ель-Азізії. Перед цим авіація НАТО зруйнувала частину стіни комплексу Баб-ель-Азізія, завдяки чому їх загони змогли проникнути всередину. Увечері 23 серпня з'явилися повідомлення, що сили повстанців після чотирьох годин запеклих боїв зуміли захопити Баб-ель-Азізію.
Про суперечності і нестабільність ситуації в Лівії за станом на 23 серпня повідомили кореспонденти Першого російського каналу, за їх повідомленням війська Каддафі не втратили контроль над частиною території Лівії. Зокрема, кореспонденти не змогли перетнути кордон із Лівією через прикордонний пункт Рас-Адждир [Архівовано 25 серпня 2011 у WebCite], який залишався на той момент у руках загонів Каддафі, і кордон по суті, був закритим. Відомо також, що такі важливі міста, як Бені-Валід, Сирт, а також міста на півдні Лівії — Себха, Гадамес, Хун і Гат — залишалися в руках вірних Каддафі військ. Однак місто Зувара [Архівовано 25 серпня 2011 у WebCite], що за 60 км на схід від кордону з Тунісом, згідно з повідомленнями Аль-Арабії, контролюється революціонерами. Телеканал повідомляє, що напередодні міста Зувара [Архівовано 25 серпня 2011 у WebCite] і Аджейлат [Архівовано 25 серпня 2011 у WebCite] піддалися артобстрілу військ Каддафі.
24 серпня велика частина Триполі, у тому числі урядовий комплекс Баб-ель-Азізія була під контролем революціонерів, проте, як повідомляють Аль-Джазіра і Reuters, у місті, особливо в темний час доби, ще чутні постріли, у тому числі артилерійський вогонь і постріли снайперів. Представник режиму Каддафі Муса Ібрагім повідомив, що опір революціонерам триватиме місяці і навіть роки.
«Ми перетворимо Лівію у вулкан із лавою під ногами у загарбників і агентів-зрадників», — заявив він по телефону. Сам Муамар Каддафі по телефону повідомив радіостанції Аль-Аруба, що в Лівії, але визнав, що покинув Триполі. За його словами, «відхід із Триполі і резиденції був тактичним маневром», а перебувати в частині міста, по якій авіація НАТО завдала вже понад 60 ракетних ударів, було б нерозважливо. За словами представника повстанців Омара Аль-Гірані, по житловим районам міста було випущено 7 ракет Град, а в районі аеропорту часом було чути мінометний вогонь. Також інформаційне агентство Reuters повідомляє про бойові дії на півдні Лівії, у Себсі [Архівовано 25 серпня 2011 у WebCite]. Пізніше Аль-Джазіра повідомила з посиланням на представника революціонерів, що бої йдуть на південь від Триполі, де, за деякими даними, може ховатися сам полковник Каддафі. Сама ж Баб-ель-Азізія, а також Аль-Мансура і готель Ріксос, за словами кореспондентів Аль-Джазіри, перебували під ракетним обстрілом з боку району Абу-Салім. Ближче до вечора з'явилося повідомлення репортерів Аль-Джазіри, що всі іноземні журналісти, які раніше перебували в готелі Ріксос, були евакуйовані чотирма або п'ятьма машинами. Самі революціонери, за словами репортерів Аль-Джазіри, використовують захоплену напередодні резиденцію Каддафі-Баб-ель-Азізію як свій військовий штаб. Приходять повідомлення про запеклі бої в районі Абу-Салім [Архівовано 25 серпня 2011 у WebCite] у Триполі. Відомо також, що лоялісти продовжують утримувати територію зоопарку [Архівовано 25 серпня 2011 у WebCite], а їхні снайпери засіли в парку Альнассер [Архівовано 25 серпня 2011 у WebCite]. Оплотом військ Каддафі в центрі Триполі вважається пансіон [Архівовано 25 серпня 2011 у WebCite], у якому Саіф-аль Іслам приймав гостей. Загалом, за даними революціонерів, яких цитує Аль-Джазіра, у боях за Триполі на 24 серпня вони втратили понад 400 чоловік убитими і 2000 раненими. Вночі з'явилися повідомлення, що в Триполі були викрадені чотири італійських журналіста, що їхали по Триполі, а водій, що перевозив їх, був убитий.
25 серпня трохи прояснилася ситуація з містом Зувара [Архівовано 25 серпня 2011 у WebCite], з якого до цього надходила суперечлива інформація. За словами представника військ революціонерів полковника Абду Салема, їх сили утримують місто, яке перебуває в облозі військ Каддафі і просять підкріплення у Зінтанского командування, однак ті не можуть їх виділити, «оскільки всі сили кинуті на Триполі». За словами Абду Салема, революціонери контролюють центр Зувари, а ділянка узбережжя на захід від Зувари і до туніського кордону залишається під контролем військ Каддафи. Трохи пізніше, за деякими даними, бій за Зувару закінчився і сили революціонерів зняли блокаду міста. У Триполі підтвердилася інформація про те, що іноземні журналісти звільнені з готелю Ріксос, а в сам готель увійшли війська революціонерів; а також про викрадення чотирьох італійських і двох поранених французьких журналістів. Активні бойові дії, як повідомляється, проходять по периметру захопленої напередодні силами революціонерів Баб-ель-Азізії [Архівовано 25 серпня 2011 у WebCite], а також у сусідньому районі Абу-Салім [Архівовано 25 серпня 2011 у WebCite]. У район Сук-Альджумаа [Архівовано 25 серпня 2011 у WebCite], що на північному сході Триполі, підійшло підкріплення революціонерів із Місурати, які вважаються найефективнішими в умовах вуличних боїв. Телеканал Аль Джазіра повідомляє про те, що війська революціонерів почали прочісувати підземні тунелі Триполі в пошуках полковника Каддафі, а також лояльних йому військ, які могли сховатися в підземних комунікаціях. За деякими даними, під Триполі не менше десятка бункерів із підземної інфраструктурою, не пов'язаних між собою.
Також тривали бої в районі Абу-Салім.

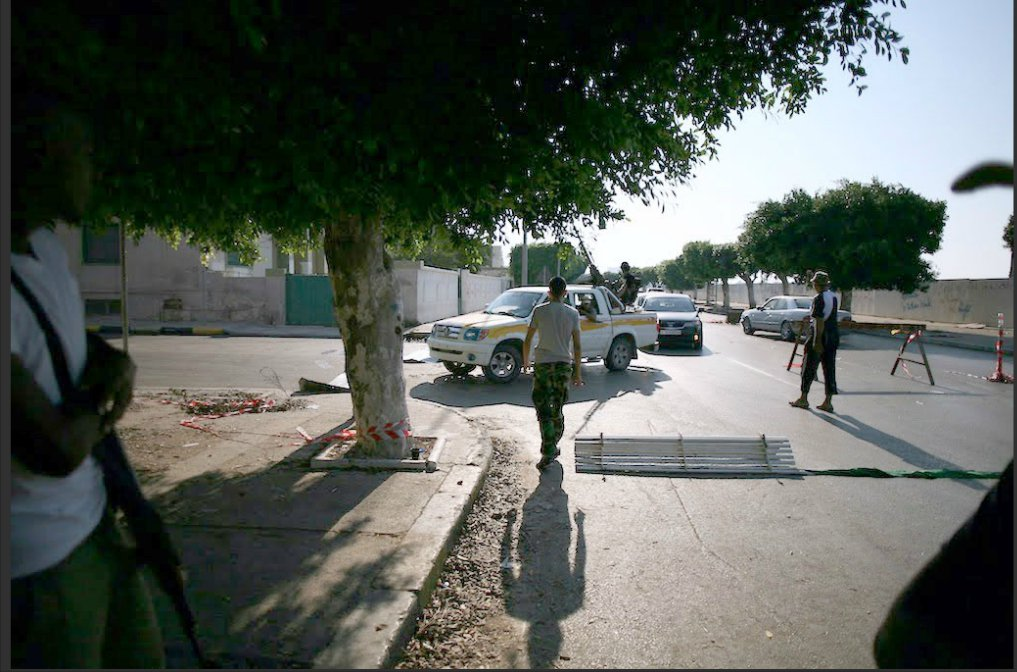
Контрольно-пропускний пункт повстанців у Триполі

26 серпня продовжився наступ сил революціонерів на півдні Триполі, у районах Абу-Салім [Архівовано 25 серпня 2011 у WebCite] та Хатба Шаркія [Архівовано 25 серпня 2011 у WebCite], які залишася головними осередками опору сил Каддафі в столиці. За деякими даними, більша частина Абу-Саліма вже взята під контроль сил революціонерів. Атаці військ Каддафі піддався аеропорт Триполі [Архівовано 25 серпня 2011 у WebCite], у якому, як повідомляють джерела революціонерів, ракетним вогнем було знищено як мінімум 4 літака. Репортери, звільнені напередодні з готелю Ріксос, перемістилися зараз у готель «Корінфія».

Вночі в столицю з Бенгазі перебралася Перехідна національна рада. У відповідь на зростаючі заворушення і мародерство, представник перехідного уряду Мустафа Абдель Джаліль попросив жителів Триполі припинити їх.
Ви — це ті, хто впровадять всі наші мрії, ми в цьому впевнені, прошу вас, шануйте місто навколо вас. Це ваше майно, бережіть його.
— звертається офіційний представник опозиції Мустафа Абдель Джаліль до жителів столиці. У самому місті, як передають кореспонденти Аль-Джазіри, з Абу-Салімської в'язниці були звільнені 107 політв'язнів. Увечері інформагентства повідомили, що революціонери просунулися в район Ямук [Архівовано 25 серпня 2011 у WebCite] південніше Триполі по дорозі на аеропорт Бенгашир [Архівовано 25 серпня 2011 у WebCite], де розташовується військовий табір Ярмук [Архівовано 25 серпня 2011 у WebCite] 32-го батальйону спецпризначення Хаміса Каддафі. Євроньюз повідомляє, що, незважаючи на запеклий опір військ Хаміса, революціонерам вдалося прорватися на територію складу, де було виявлено велику кількість зброї та боєприпасів. Паралельно приходили повідомлення з західного фронту поблизу Туніської кордону, де, за деякими даними, військам революціонерів вдалося захопити військову базу Марзак-аль-Шамс у місті Зувара, а деякі ЗМІ, посилаючись на Аль-Джазіру, повідомили про бої військ Каддафі з силами армії ПНР у районі Рас-Адждира, біля самого лівійсько-туніського кордону.
27 серпня з'явилися повідомлення, що військам революціонерів вдалося взяти під свій контроль головний прикордонний перехід на кордоні Лівії з Тунісом — Рас-Адждир [Архівовано 25 серпня 2011 у WebCite], що відкриває шлях для постачання гуманітарної допомоги в Триполі, який зараз відчуває брак продуктів харчування і медикаментів. У Триполі опір революціонерам із центральної частини міста перемістився на його південні околиці. Бої ведуться в районі Південного аеропорту [Архівовано 25 серпня 2011 у WebCite], який, за деякими даними, вже перебуває під контролем революціонерів. Аль-Джазіра повідомляє про встановлення ними контролю над південним передмістям Триполі Саллахаддін, що розташований між столицею і Міжнародним аеропортом, а також передмістям Триполі, відомим як Каср-ібн-Гашир [Архівовано 25 серпня 2011 у WebCite]. Район Абу-Салім, у якому напередодні йшли запеклі бої, як передає телеканал EuroNews, зараз контролюється військами революціонерів. Повідомляється, що центр Триполі поступово повертається до мирного життя, проте відчувається гострий дефіцит їжі і медикаментів.
28 серпня кореспонденти Аль-Джазіри повідомили, що прикордонний із Тунісом пункт Рас-Адждир на заході Лівії і прилеглі до нього райони в основному під контролем сил революціонерів, а осередки опору військ Каддафі залишаються тільки біля міста Аджейлат. За деякими даними, у Туніс після відкриття КПП Рас-Адждир хлинув потік біженців із Лівії, а Триполі перебуває під контролем сил Перехідного Національної Ради. У столиці, за словами очевидців, вже стріляють значно рідше, одночасно ціни на продукти різко підскочили, відчувається гостра нестача води. Після взяття революційними силами Триполі бої в західній частині країни перекинулися на східну частину Триполітанії, де Бені-Валід досі залишався під контролем загонів Каддафі, а з Мсаллати [Архівовано 25 серпня 2011 у WebCite] і Тархуни [Архівовано 25 серпня 2011 у WebCite] надходила суперечлива інформація: за деякими даними, Тархуна вже перейшла під контроль сил революціонерів, які наступали з боку Місурати. Окремі відео побічно свідчили про те, що сили опозиції змогли захопити й останню твердиню військ Каддафі в горах Нафуса — Ассабаа [Архівовано 25 серпня 2011 у WebCite], між Гар'яном і Яфраном, і куди відступили загони Каддафі після втрати Гар'яна. Тим не менш, продовжували надходити численні повідомлення, у тому числі і спекулятивні, про періодичні атаки загонів Каддафі на південні райони Триполі. Так, російська газета «Аргументы.ру», повідомила про нібито взяття силами 32-ї бригади спецпризначення Хаміс у ніч на 4 вересня південних районів Триполі і декількох диверсійних операціях у столиці Лівії (нібито був підірваний готель «Аль Фатех», у якому жили представники революціонерів із Місурати; а в районі міста Завія нібито був атакований і поніс серйозні втрати підрозділ англійського спецназу SAS).. Але жодного підтвердження ця інформація не отримала, а станом на 7 вересня батальйони Бригади Хаміса були значно (на 150—180 кілометрів) відтіснили від Триполі в південно-східному напрямку. 11 вересня Голова Перехідної Національної Ради Лівії Мустафа Абдель Джаліль вперше після початку збройного конфлікту в Лівії прибув у Триполі, а кількома днями раніше — 9 вересня — у столицю була повністю відновлена подача питної води населенню.
За час боїв за Триполі війська ПНР втратили вбитими як мінімум 1700 осіб. Про втрати військ Каддафі даних немає, проте відомо, що всього 32-га бригада спецпризначення «Хаміс» з початку конфлікту втратила не менше 9 тис. осіб убитыми.
Результатом узяття військами ПНР Триполі стала втрата військами Каддафі і урядом Джамахірії контролю над ситуацією в Триполітанії (надалі ряд членів уряду Джамахірії, були затримані, частина колишніх чиновників бігла), фактичне визнання світом влади Перехідної Національної Ради, закріпленої визнанням нової влади Лівії Радою Безпеки ООН 17 вересня 2011 року наданням представнику нової влади Лівії (Перехідного Національної Ради) місця члена в Раді Безпеки ООН. Формально це означає, що Організація Об'єднаних Націй більше не визнає уряд Муамара Каддафи..

## Події в центрі Лівії

### Ситуація в центральному регіоні на кінець серпня
На Захід від Триполі одним з осередків опору загонам Перехідної національної ради залишалася територія поблизу міста Джаміль [Архівовано 25 серпня 2011 у WebCite], де перебували загони військ Каддафі. Повідомляється, що саме місто Джаміль, яке вважалося оплотом сил армії Каддафі в цьому регіоні (звідси родом колишній прем'єр-міністр Джамахірії Багдаді Алі Аль-Махмуді) було зайняте силами революціонерів 27 серпня. І, хоча сама траса до туніської кордону разом із містом Джаміль контролювалася військами ПНС, до повної безпеки в цьому районі було ще далеко, оскільки була можлива присутність окремих осередків опору. Однак основними районами, які залишалися в руках військ Каддафі, залишалися міста Бені-Валід, Сирт і Себха з територією навколо них.
На відміну від Триполі, де, як показав хід подій, наступаючим силам опозиціонерів жителі Триполі поставилися досить лояльно, Сирт, рідне місто Каддафі, завжди вважалося його оплотом, у яке він у свій час вклав величезні фінансові кошти. Про презирство по відношенню до збройної боротьби проти режиму Каддафі свідчили події 28 березня, коли загони повстанців, що напередодні захопили Бін-Джавад і Ен-Нофаллію, почали відступ після артилерійського вогню урядових сил, місцеве населення також чинило їм опір. Сам лівійський лідер був вихідцем із племені Каддафі, воно невелике за кількістю, але воно перебуває під захистом у племені Магарха -другого за величиною (після Варфаллаа, близько 1 мільйона чоловік). Плем'я Магарха, головним містом якого вважається Сирт, є найбільш лояльним до Каддафі і одночасно — конкурентом племені Варфаллаа. Після битви за Триполі, під час якої революціонери за тиждень зуміли взяти під свій контроль столицю, одночасно очистивши від військ Каддафі шлях до кордону з Тунісом, бої перемістилися на південний схід від столиці, а саме — до міст Бені-Валід і Сирт.
Після 27 серпня стало зрозуміло, що Сирт залишається одним із небагатьох міст, які ще здатні чинити опір наступаючим загонами ПНР. З іншого боку, загонам ПНР, які до кінця серпня захопили все узбережжя Триполітанії і Киренаїки, контроль над Сиртом був потрібен для об'єднання і відновлення сухопутного зв'язку в Лівії, оскільки Сирт і прилеглі до нього райони поділяють ці дві найбільші історично сформовані області держави. До того ж, саме Сирт називався тим місцем, де, на думку деяких оглядачів, ще міг ховатися Каддафі, або його наближені та родичі, про що міг свідчити той лютий опір, з якою зіткнулися наступаючі з заходу і сходу війська ПНР. До того ж контроль над містом, яке є рідним для М. Каддафі, має символічне значення, а тому встановлення контролю над ним для ПНС є принциповим. Відомо також, що в західній частині Сирта проживає значна кількість переселенців із Місурати, а в східній — переселенців із Бенгазі і східної Лівії.
Інше важливе місто в центральній частині Лівії — Бені-Валід [Архівовано 25 серпня 2011 у WebCite] — вважається оплотом племені Варфалла — найбільшого племені Лівії (1,1 мільйон осіб), яке домінує в містах Злітен, Хомс, Завія, а також представлено в Триполі, Джанзурі і багатьох інших містах країни. В увазі чисельності, єдиного лідера племені Варфалла немає, а його представники консолідуються навколо місцевих громад. І, хоча відомо про декілька повстань племені Варфалла, які супровождувалися каральними акціями військ Каддафі в різний час, а також про немилість уряду по відношенню до міста Бені-Валід, протягом громадянської війни 2011 р. представники племені Варфаллаа зайняли досить стриману позицію. Остання багато в чому пояснюється спонсоруванням за роки перебування при владі клану Каддафі племінних вождів у Бені-Валіді, які в обмін на лояльність і підтримку отримували гроші, машини, будинки.
Урбанізоване, але одне з найбільших войовничих племен Лівії — Свейхі — проживає в місті Місурата. Відносини між громадами Бені-Валіда і Місурати є украй напруженими в результаті випадку, що стався ще в 1915 році, коли командувача повстанцями Місурати Рамадана Аль-Свейхі, що билися з італійськими інтервентами, зрадили і вбили представники племен Бені-Валіда, підкуплені італійцями, про що жителі Місурати не забувають досі.
Все це ставить общинно-племінний фактор у веденні бойових дій між сторонами в центральній частині Лівії в кінці серпня-початку вересня 2011 року на одне з перших місць. Тому, починаючи з вересня 2011 року, наступаючим у центральному регіоні силам нещодавно сформованої революціонерами Національно-визвольної армії і представникам Перехідної Національної Ради, доводилося чергувати наступальні операції з переговорами не тільки з представниками військ Каддафі, але і з племінними вождями. Територія, де лежить місто Бені-Валід, має дуже складний рельєф, перетята безліччю глибоких балок, що зробило взяття міста вкрай складним, а також дало явну перевагу стороні, що захищалася.

### Наступ революціонерів у центральній Лівії. Ультиматум військам Каддафі
28 серпня між Тархуною і Бені-Валідом відбувся бій між відступаючими з Триполі військами Каддафі і загонами колишніх повстанців, у результаті чого, за непідтвердженими на той момент даними, загинув Хаміс Каддафі — командувач 32-ї бригади спецпризначення і, на думку деяких оглядачів, найкривавіший син полковника Каддафі. Перевірити цю інформацію було неможливо, тому це дало окремим ЗМІ привід для численних спекуляцій на тему загибелі Хаміса Каддафі. Пізніше, 17 жовтня 2011 року телеканал «Аррай», відомий своєю підтримкою М. Каддафі, підтвердив загибель Хаміса під час битви за Тархуну.
29 серпня на захід від Сирта загони ПНР, дислоковані в Мисраті, досягли околиць Бені-Валіда [Архівовано 25 серпня 2011 у WebCite].
30 серпня стало відомо, що Перехідна Національна Рада Лівії висунула прихильникам Каддафі, що в Сирті, ультиматум про здачу міста до найближчої суботи, після чого, як повідомляється, будуть прийняті військові заходи по його захопленню. Загони ПНР, що наступали від Місурати, закріпилися за 140 км від Сирта. По Сирту продовжилися авіаудари з боку авіації НАТО. У цей же день з'явилася непідтверджена інформація про те, що місто Гадамес [Архівовано 25 серпня 2011 у WebCite] на заході Лівії, що лежить на стику кордонів Лівії, Алжиру та Тунісу було взято загонами ПНР. Телеканал Аль-Джазіра повідомив, що важливий район перетину доріг із Місурати на Бені-Валід і на Сирт, відомий як Кубріс-Ісдада [Архівовано 25 серпня 2011 у WebCite], перебуває під контролем
ПНС.
1 вересня ПНР повідомила про рішення продовжити термін дії ультиматуму загонам Каддафі в Сирті про здачу на тиждень, тобто до 10 вересня. Повідомлялося про переговори, де племінні представники Бін-Джавада виступали в ролі посередників на переговорах про припинення опору з громадою Харви.
2 вересня була підтверджена інформація, що ПНР контролює Тархуну [Архівовано 25 серпня 2011 у WebCite] — місто, що відкриває силам ПНР з боку Триполі [Архівовано 25 серпня 2011 у WebCite] шлях на Бені-Валід [Архівовано 25 серпня 2011 у WebCite].
3 вересня переговори з племінної елітою, як повідомив Алі Тархуні, тривали.
Західніше Сирта, як повідомлялося, загони ПНР призупинили наступ, побоюючись можливих атак у тил із боку міста Бені-Валід. За словами представників Військової Ради Місурати, на даному етапі взяття Бені-Валіда є першочерговим. Розвідувальні частини ПНР, що були поблизу Бені-Валіда, повідомили, що за 20 кілометрів від Бені-Валіда (з боку Місурати) слідів загонів лоялістів не виявлено, однак про взяття міста мови поки не йшло.
Однією з причин цього називалися історично напружені відносини між жителями Місурати і Бені-Валіда. Пізніше подзвонивший в Reuters Муса Ібрагім, який відмовився назвати своє місце розташування, повідомив, що племінні лідери Бені-Валіда «відмовляються вести переговори з Перехідною Національною Радою».
Звертає на себе увагу крайня суперечливість заяв сторін про Бені-Валід, оскільки Перехідна Національна Рада підтвердила факт ведення переговорів, а також те, що нарівні з Сиртом і Себхою, загонам Каддафі дається час здатися до 10 вересня. Проте деякі представники військового командування в Тархуні заявили, що втрачають терпіння, і лоялістам у Бені-Валіді дається ультиматум про здачу до 8:00 в неділю. Телеканал Аль-Джазіра повідомив, що представникам ПНР і представникам місцевих племен на Східному фронті нібито вдалося прийти до згоди, що дозволило ПНР зайняти селище Харва [Архівовано 25 серпня 2011 у WebCite], що лежить менш ніж за 70 кілометрів на схід від Сирта, без бою. Враховуючи непрості відносини між громадами Місурати і Бені-Валіда, командування сил ПНР вирішило усунути свої сили з міста Місурати від взяття Бені-Валіда, віддавши перевагу бійцям із племені Варфаллаа, у тому числі і жителів Бені-Валіда.
4 вересня представник армії ПНР полковник Ахмед Бані повідомив, що Бені-Валід повністю оточений, а його війська готові до взяття міста. Він також прояснив ситуацію з різницею кінцевих термінів дії ультиматуму про здачу: за його словами, до 10 вересня діє термін здачі Сирта, а термін ультиматуму загонам Каддафі в Бені-Валіді закінчився вранці 4 вересня. Таким чином, операція з взяття Бені-Валіда, як повідомив представник опозиційних сил, може початися вже найближчим часом. Проте, враховуючи ризик великої кількості жертв серед мирного населення при штурмі Бені-Валіда, наступ на місто 5 вересня було відкладено на невизначений час. Беручий участь у переговорах з боку Перехідної Національної Ради Абдулла Каншил 5 вересня повідомив, що намітився певний прогрес у переговорах із племінними лідерами Бені-Валіда. Стало також відомо, що в Триполі вдалося на 70 % відновити водопостачання після того, як підрозділи ПНР у районі Бені-Валіда взяли під свій контроль інфраструктуру Великої Рукотворної річки — підземні комунікації, що подають воду з підземних джерел у пустелі (Проект введений в експлуатацію в 1983 році), до міст на узбережжі Лівії.
6 вересня за деякими даними, була досягнута домовленість про мирну здачу міста Бені-Валід армії ПНР. Як повідомляється, згідно з домовленостями, досягнутими напередодні, сили Перехідної Національної Ради повинні увійти в Бені-Валід у вівторок, 6 вересня. Проте, як повідомили ввечері інформагентства, по лідерам племен, які поверталися в місто з метою переконати містян пустити сили Перехідного Національної Ради в місто, був відкритий вогонь, а переговорний процес був зірваний. На Схід від Сирта представники племені Хоссан, як повідомлялося, 6 вересня погодилися скласти зброю.
7 вересня війська Перехідної Національної Ради продовжували облогу міста Бені-Валід, проте утримувалися від наступу.
8 вересня стало відомо, що незабаром після чергового аудіозвернення М. Каддафі, переданого через сирійські інформагентства, війська Каддафі, що в Бені-Валіді, відкрили артилерійський вогонь по околицях міста. Зокрема, повідомляється про 10 снарядів, що впали в районі Ваді-Динар, приблизно в 15—20 км від міста. Абдулла Кеншил повідомив, що за його інформацією, у Бені-Валіді може перебувати М. Каддафі, а також його сини — Саіф аль-Іслам і Мутазим. За словами Кеншила, «свідки сказали нам, що бачили їх». Також представники Перехідної Національної Ради повідомили, що до Бені-Валіду повинні підійти підкріплення ПНС. Також стало відомо, що авіація НАТО
завдала авіаудару по позиціях військ Каддафі в Бені-Валіді.
На Східному фронті, як повідомила французька газета Le Figaro, 8 вересня військам армії ПНР вдалося взяти Червону Долину (Ваді-ель-Хаммар) [Архівовано 25 серпня 2011 у WebCite] за 90 км на схід від Сирта. Повідомляється, що їх загони просунулися на захід на 5—6 кілометрів від населеного пункту Бусаада [Архівовано 25 серпня 2011 у WebCite], взятого ними напередодні. Аль-Джазіра підтвердила цю інформацію.

### Облога і бої за Бені-Валід і Сирт

#### Битва за Бені-Валід

##### Провал переговорів
До 10 вересня діяв ультиматум, згідно з яким військам Каддафі, «щоб уникнути подальшого кровопролиття», пропонувалося здати міста Сирт і Бені-Валід без бою. Проте, відсутність особливого впливу старійшин на лояльні Каддафі війська в місті, звели нанівець спроби представників Перехідної Національної Ради Лівії. Події 9 вересня повністю перекреслили подальші перспективи подібних переговорів.
9 вересня на Східному фронті, згідно з повідомленнями Аль-Джазіри і SkyNews, у район Червоної Долини, зайнятої Національною армією напередодні, обрушилися артилерійські снаряди, за деякими даними, між Червоною Долиною і селищем
Харва [Архівовано 25 серпня 2011 у WebCite], зав'язався бій. Біля Бені-Валіда також зав'язалися бої між озброєними прихильниками Каддафі і частинами ПНР. За словами командувача загонами повстанців, напередодні вночі урядові війська під прикриттям вогню ракетами Град, спробували прорватися через позиції сил ПНР у напрямку Триполі за 30 кілометрів від Бені-Валіда, проте були відкинуті. Пізніше Абдулла Кеншил, представник Перехідної Національної Ради, повідомив, що, хоча наступ у п'ятницю не планувалося (термін закінчення ультиматуму військам Каддафі в Сирті і Бені-Валіді, згідно з заявами представників ПНР, закінчувався в суботу, 10 вересня), його довелося зробити.
Увечері 9 вересня з'явилися повідомлення, що війська ПНР, контратакуючи супротивника, пішли в наступ і до вечора увійшли в міську межу Бені-Валіда, просунувшись на 1 кілометр вглиб міста, де зав'язалися вуличні бої. Абдулла Кеншил повідомив, що війська, лояльні ПНР, увійшли в Бені-Валід із півночі, півдня і сходу, просунувшись 1,5—2 кілометри від ринку у бік центру міста.

##### Перша спроба штурму (10 вересня)
10 вересня тривали запеклі бої в Бені-Валіді. Представники Перехідної Національної Ради повідомили, що вони недооцінили кількість лояльних Каддафі військ у місті (близько 1000, хоча раніше передбачалося, що Бені-Валід обороняє не більше 150 солдатів), за їх словами, отримала підтвердження інформація, що Саїф аль-Іслам Каддафі перебуває в Бені-Валіді. Напередодні, увійшовши в місто, загони колишніх повстанців зустріли запеклий опір і відступили, очікуючи підкріплення, а авіація НАТО завдала серію ударів (не менше п'яти) по позиціях військ Каддафі в Бені-Валіді. Надходила інформація про значну кількості снайперів (зокрема, у районі Ваді-Дінар [Архівовано 25 серпня 2011 у WebCite]), а також артилерії військ Каддафі в Бені-Валіді.
11 вересня вночі, як повідомлялося, лояльні Каддафі війська завдали удару артилерією і реактивними установками «Град» по околицях Бені-Валіда після того, як війська ПНР відступили напередодні і проводили перегрупування за декілька кілометрів від міста. Бригада Халбус, що наступала з боку Місурати, за словами командувача Західним фронтом Національної армії Халеда Абдулли Салема, увійшла в місто і зайняла позиції за 10 кілометрів від центру Бені-Валіда. Також командувач повідомив, що військам Національної армії в місті протистоять 32-га бригада спецпризначення Хаміс, члени таємної поліції Легіон Торія, а також найманці з суданського Дарфура.
Увечері 11 вересня Аль-Джазіра з посиланням на військове командування нової влади Лівії, повідомила, що під контроль сил ПНР був узятий північний в'їзд у місто.
12 вересня інформагентства повідомили про потік біженців із Бені-Валіда, у якому відчувається брак палива і продуктів харчування, а також йдуть запеклі бої. За словами очевидців, війська ПНР зустріли серйозний опір, однак змогли закріпитися на північно-західних околицях Бені-Валіда, вуличні бої тривали.
13 вересня представники Перехідної Національної Ради Лівії повідомили, що з урахуванням потоку біженців за останні дні, жителям Бені-Валіда дається ще 2 дні, щоб покинути місто, переїхавши в безпечніше місце, перш ніж бойові дії знову активізуються. Подібні повідомлення на Бені-Валід транслювала радіостанція, що діє в Тархуні. Таким чином, враховуючи запеклий опір у Бені-Валіді, а також велике число мирних жителів, що залишилися в місті, прихильники нової влади Лівії вирішили призупинити активні бойові дії в місті на кілька днів.
14 вересня в Бені-Валіді було відносне затишшя, яким скористалися місцеві жителі для втечі з міста.
15 вересня в районі Бені-Валіда особливої військової активності не спостерігалося, війська Національної армії продовжували перегрупування, а лояльні Каддафі війська в Бені-Валіді, за словами місцевих жителів, зайняли снайперські і кулеметні позиції всередині і на дахах «житлових будинків і шкіл». Жителі Бені-Валіда стурбовані позицією Перехідної Національної Ради. Так, за словами деяких місцевих жителів, багато сімей у Бені-Валіді перебувають «у пастці» і не в змозі покинути місто, ситуація в якому погіршується з кожним днем.

##### Друга спроба штурму (16 вересня)
16 вересня з'явилася інформація про початок нового штурму Бені-Валіда, у результаті якого, як повідомило агентство Reuters, військам Національної армії вдалося захопити «долину, що веде до центру міста». Надалі повідомлялося, що цей штурм також успіхом не увінчалася.
21 вересня військовий представник ПНР Ахмед Бані визнав, що війська нової влади зіткнулися з географічними труднощами у міста Бені-Валід, яке розташовано між горами, а також із великою кількістю снайперів і артилерії дальнього радіуса дії. Однак Ахмед Бані додав, що місто «на 100 % оточено».
24 вересня повідомлялося, що багато добровольців, що воювали на стороні ПНР Лівії під Бені-Валідом, через патову ситуацію і нездатність узяти місто протягом декількох тижнів, залишали місце бойових дій. За словами бійців, вони вражені тим масштабом опору, з яким зіткнулися, а також незадоволені неорганізованістю в рядах добровольців.
25 вересня Аль-Джазіра повідомила, що під час відновлених боїв за Бені-Валід, 30 бійців нової лівійської влади загинуло.

##### Третя спроба штурму
26 вересня стало відомо, що після нічного артобстрілу позицій військ Каддафі в місті, частини Національної армії почали нову атаку на місто, вже за участю танків і зенітних гармат. Повідомлялося про запеклий опор, для придушення якого війська нової лівійської влади задіяли артилерію. Проте, за словами командувача Мухаммеда Ель-Седдіка, командування Національної армії утримувалася від застосування піхоти на цьому етапі операції. За його словами, «піхота буде брати участь пізніше. Кінцевий бій буде протягом наступних двох днів».
28 вересня Аль-Джазіра повідомила, що через ракетний обстріл біля Бені-Валіда загинули 11 бійців Національної армії, у тому числі і один з старших командувачів — Дау ель-Шахін ель-Джадак, на машину якого припав удар. Сам Дау аль-Шахін аль Джадак, як повідомлялося, був родом із Бені-Валіда. Польовий командир військ ПНР, капітан Валіда Хаймедж повідомив, що наступ на місто було фактично зупинено. За його словами, «ракетні і артилерійські удари не припиняються. Ми ведемо у відповідь вогонь, але не вводимо в бій піхоту. Ми чекаємо підкріплення з Триполі і Ез-Завії». Також командувач повідомив про низьку ефективність авіації НАТО, яка завдає ударів по ракетних установок, однак ті з'являються в інших місцях.

##### Ситуація в Бені-Валіді на початку жовтня
4 жовтня один із командувачів військ нової влади — Адель Бен'юр — заявив, що за наявною у нього інформацією, більшість жителів, а також частин лояльних Каддафі військ, покинули Бені-Валід, сховавшись за його межами, що, за його словами, «полегшить… атаку на місто протягом найближчих двох днів».
До цього робилися неодноразові безрезультатні спроби штурму міста, які припинилися після відчутних втрат, понесених прихильниками нової лівійської влади. З кінця вересня біля міста було відносне затишшя, активних бойових дій не велося.
9 жовтня командувач військами тимчасового лівійського уряду Юніс Мусу повідомив, що в ході розпочатого наступу на Бені-Валід напередодні, у лояльних Каддафі військ був відбитий аеропорт Бені-Валіда [Архівовано 25 серпня 2011 у WebCite], бої тривали в 1 кілометрі від центру міста.
Однак 10 жовтня повідомлялося про контратаку військ Каддафі в Бені-Валіді, у результаті якої сили ПНР втратили 17 бійців і змушені були відступити з території аеропорту.
11 жовтня стало відомо, що війська тимчасового лівійського уряду напередодні оволоділи селищем Ель-Шамих [Архівовано 25 серпня 2011 у WebCite] за 35 кілометрів на південь від Бені-Валіда, тим самим відкривши шлях до міста з південної сторони. Сили Перехідного лівійського уряду встановили пропускний пункт у Шамисі, через який район Бені-Валіда залишали біженці. Для них у районі селища Несма [Архівовано 25 серпня 2011 у WebCite] був створений табір. 11—12 вересня прихильники Перехідного уряду з'явилися на південних околицях Бені-Валіда і зайняли район Саканія [Архівовано 25 серпня 2011 у WebCite] на півдні міста.
15 жовтня незважаючи на заяви представників Перехідного уряду про припинення наступу на Бені-Валід до узяття Сирта, почали надходити повідомлення про наступ батальйонів із Місурати в східній частині Бені-Валіда, де, за деякими даними, прихильники Перехідного уряду оволоділи Районом 1. Командування сил нового уряду заявило про контроль своїх сил над промзоною [Архівовано 25 серпня 2011 у WebCite], районами лікарні [Архівовано 25 серпня 2011 у WebCite], ринку [Архівовано 25 серпня 2011 у WebCite], де, тим не менше, ще могли перебувати снайперські позиції прихильників Каддафі.
16 жовтня, за словами представника виконавчого кризового комітету Перехідного лівійського уряду Алі Декі, під контролем нової влади перебували центральна і північна частини міста. Під контролем військ Каддафі перебував район Дахра [Архівовано 25 серпня 2011 у WebCite] на півдні Бені-Валіда.
17 жовтня Ройтерс із посиланням на полковника Абдуллу Накера повідомило про повну взяття Бені-Валіда військами Національної перехідного ради. Пізніше кореспонденти Reuters, що побували в Бені-Валіді і не виявили військ Каддафі в ньому, підтвердили взяття силами Перехідного лівійського уряду міста.

#### Бої на Сиртському напрямку (8—14 вересня)
8 вересня на Східному фронті, як повідомила французька газета Le Figaro, військам Національної армії вдалося взяти Червону Долину (Ваді-ель-Хаммар) [Архівовано 25 серпня 2011 у WebCite] за 90 км на схід від Сирта. Повідомляється, що загони революціонерів просунулися на захід на 5—6 кілометрів від населеного пункту Бусаада [Архівовано 25 серпня 2011 у WebCite], взятого ними напередодні. Аль-Джазіра підтвердила цю інформацію.
9 вересня на Східному фронті, згідно з повідомленнями Аль-Джазіри і SkyNews, у район Червоної Долини, зайнятої Національною армією напередодні, обрушилися артилерійські снаряди, за деякими даними, між Червоною Долиною і селищем Харва [Архівовано 25 серпня 2011 у WebCite], зав'язався бій.
10 вересня на Східному фронті війська Національної армії, що зазнали напередодні серйозних втрат, перебували за 70 км на схід від Сирта, перед невеликим містом Харва, яке перебувало під перехресним вогнем.
11 вересня Західніше Сирта, сили Бригади Місурати (200 автомобілів, оснащених легкою артилерією і важкими кулеметами), як повідомило інформаційне агентство Al Arabiya News, продовжили наступ з Аль-Гаіші [Архівовано 25 серпня 2011 у WebCite] у напрямку Сирта, зайнявши селище Ель-Геддахія [Архівовано 25 серпня 2011 у WebCite], що лежить за 135 кілометрів від Сирта. Пізніше Аль-Джазіра повідомила, що після бою на захід від Сирта, загони революціонерів увійшли в Ель-Вашк [Архівовано 25 серпня 2011 у WebCite] і Буейрат-аль-Хасун [Архівовано 25 серпня 2011 у WebCite], що за 95 і 80 кілометрів від Сирта, відповідно.
На Східному фронті цього дня війська Національної армії після запеклих боїв, за деякими даними, підійшли до селища Харава [Архівовано 25 серпня 2011 у WebCite] за 70 кілометрів від Сирта.
14 вересня західніше Сирта батальйони з Місурати, що вирвалися далеко вперед від матеріально-технічного постачання і що зазнали напередодні серйозних втрат через удари артилерії військ Каддафі, відступили до селища Геддахія [Архівовано 25 серпня 2011 у WebCite] західніше Сирта. Джерела повідомлялося про значну кількість біженців і раніше захоплених у полон солдатами Каддафі жителів Місурати, які не могли повернутися додому через обмеження, уведені у зв'язку з побоюванням диверсій і терактів (особливо через атаку, здійснену незадовго до цього на нафтопереробний завод поблизу Рас-Лануфа) в Місураті «завербованими» прихильниками колишнього режиму жителями. Тому в'їзд у місто їм був дозволений лише за умови, що будь хто з жителів Місурати, або воюючих революціонерів із Місурати, зможе поручиться за них.
Цього дня на Східному фронті підтвердилася інформація, що Національна армія подолала природний бар'єр Ваді-Хаммар («Червона Долина»), зайнявши її і використовуючи як плацдарм для наступу на Хараву з трьох сторін. Повідомлялося про запеклий опір революціонерам для відображення якого сили НОА використовували танки і важку артилерію.

#### Битва за Сирт

##### Перша атака загонів командування Місурати

Битва за Сирт

15 вересня представник Перехідної Національної Ради Лівії Джаллал ель-Галал, повідомив, що на захід від Сирта, загони Національної армії (колишніх повстанців) — конвой з 100 танків і 800 автомобілів із кулеметами і артилерією — зробили «великий наступ» і зараз перебувають «на околиці Сирта». За словами представників Військової Ради Місурати, їх війська досягли мосту Ель-Гарбіят [Архівовано 25 серпня 2011 у WebCite], відразу за яким починається місто Сирт.. Повідомлялося про початок вуличних боїв у житлових районах міста, лоялісти в Сирті чинять запеклий опір. Пізніше Аль-Джазіра повідомила про 11 загиблих і 50 поранених бійців НВА і про взяття в полон 40 лоялістів. Однак, одноденний штурм міста військами нової влади Лівії не вдався, і, тим не менш, війська Національної армії зуміли закріпитися на західних околицях Сирта, а також захопити аеропорт Сирта [Архівовано 25 серпня 2011 у WebCite].
16 вересня телеканал Аль-Джазіра повідомив про відступ із житлових районів міста Сирт прихильників Перехідної Ради і про запеклий опір лоялістів. Таким чином, перший штурм Сирта військами Національної армії провалився.

##### Друга спроба штурму Сирта із Заходу (19 вересня)
19 вересня війська Бригади Місурати зробили ще одну спробу штурму Сирта, яка дала значних результатів, однак призупинили наступ із метою перегрупування. Під час боїв за місто напередодні троє бійців військ нової влади було вбито, 17 поранено. Всього з початку битви за Сирт війська Перехідної Національної Ради втратили щонайменше 45 людей убитими, понад 200 бійців отримали поранення.
23 вересня активних бойових дій у районі Сирта не велося, однак мирні жителі продовжували покидати місто, яке фактично перебувало в облозі, у середньому 400—500 машин. Біженців, котрі масово покидали місто, казали, що в Сирті, де «немає світла, відключили воду, магазини закриті, а у людей закінчується їжа», неможливо залишатися.

##### Третя спроба штурму Сирта (24 вересня)
24 вересня ряд інформагентств повідомили про відновлення штурму міста Сирт загонами ПНС. Муса Ібрагім повідомив, що жертвами авіаударів НАТО і артилерії військ ПНС стали понад 150 мирних жителів. Перевірити це твердження було неможливо. Інші джерела повідомляли, що, не зважаючи на активність снайперів Каддафі в місті, війська Перехідної Ради попрямували до площі Зафран (1 кілометр від центру Сирта), де, як повідомлялося, йшли запеклі бої. З повітря сили нової лівійської влади підтримувала авіація НАТО. До середини дня, за повідомленнями Аль-Джазіри, Національна армія зайняла район Зафран [Архівовано 25 серпня 2011 у WebCite] що на заході від центра міста. Бої за райони в західній частині міста тривали. Повідомлялося, що цього разу для закріплення успіху, війська нової влади, що наступали з заходу, створювали оборонні споруди (використовуючи контейнери, які показали свою ефективність в умовах вуличних боїв)
25 вересня надходила суперечлива інформація про результати штурму міста. Деякі джерела повідомили про взяття ряду об'єктів військами нової влади на заході Сирта (у числі яких називалися Національний Центр Управління Електроенергії [Архівовано 25 серпня 2011 у WebCite] і телецентр [Архівовано 25 серпня 2011 у WebCite]). Однак пізніше Аль-Джазіра повідомила, що війська Національної армії відступили з міста через високі втрати (9 осіб вбито і 97 поранено), більшість із яких викликано снайперського вогнем. Повідомлялося, що війська Каддафі проводили контратаки вночі.
27 вересня, за словами одного з командувачів загонами ПНР західніше Сирта Тухамі Заяні, йому подзвонив чоловік, який представився одним із старійшин племені аль-Каддафа і попросив про перемир'я і надання коридору для виїзду з міста. Але напрямок виїзду, особистість людини, що дзвонила командувачу з цією пропозицією і інші подробиці були невідомі.
Цього ж дня стало відомо, що загони ПНР, що наступали зі заходу, понесли великі втрати (7 загиблих, у тому числі два командири і 40 поранених) через снайперський вогонь. За словами солдатів Національної армії, вони не вели вогонь із важкої артилерії через загрозу мирним жителям, що досі перебувають у місті. Також вони повідомляли про 25 захоплених у полон найманцях Каддафі. За словами очевидців, також йшли бої в районі готелю Махарі, який пізніше, був взятий військами ПНР. Також повідомлялося про бої в районі університету [Архівовано 25 серпня 2011 у WebCite].

##### Взяття аеропорту
28 вересня бригади з Місурати фактично припинили фронтальні атаки на Сирт з західної сторони, зосередившись на території на південь від міста. Протягом дня з'явилися повідомлення про взяття військами нової лівійської влади аеропорту [Архівовано 25 серпня 2011 у WebCite], що пізніше підтвердив телеканал Аль-Джазіра і агентство Reuters. Останнє додає, що раніше аеропорт використовувався силами Каддафі як позиція для ракетного і артилерійського обстрілу наступаючих.
29 вересня інтенсивність боїв 29 вересня біля Сирта в цілому зменшилася. На цьому тлі ООН, доставила питну воду біженцям, що покидали місто.

##### Наступ Східного фронту НВА на Сирт
На тлі декількох невдалих спроб військ ПНР із Місурати у другій половині вересня штурмом взяти Сирт, продовжився наступ на Сирт військ Національної армії зі сходу. До моменту початку битви за Сирт, збройні сили революціонерів, що наступали зі сходу, найбільш наближені з усіх повстанських формувань Лівії до армійської структурі в її класичному розумінні, вже контролювали 3/4 узбережжя від Бреги до Сирта. Проте до самого міста, що є одним з останніх оплотів військ Каддафі, їм залишалося ще пройти не менше 70 кілометрів.
17 вересня на Східному фронті, загони Національної армії (колишніх повстанців), як повідомляється, зуміли захопити селище Харава, звідки напередодні надходила суперечлива інформація про готовність населення припинити опір.
19 вересня частини Національної армії, напередодні просунувшись на 20—25 кілометрів у бік Сирта, оволоділи селищем Ес-Султан [Архівовано 25 серпня 2011 у WebCite], що лежить за 50—55 кілометрів на схід від Сирта. Повідомлялося, що наступ у напрямку Сирта зі сходу продовжилося і ввечері того ж дня військам Національної армії вдалося досягти східного в'їзду в Сирт. Однак, зустрівши серйозний опір, війська колишніх повстанців 20 вересня перегруповувалися у східних околицях Сирта. Як повідомлялося, у Національної армії виникла нестача боєприпасів, унаслідок чого наступ на Сирт було припинено в районі Камсин [Архівовано 25 серпня 2011 у WebCite] за 50 кілометрів від Сирта.
22 вересня командир Зінтанської бригади Національної армії на Східному фронті Мустафа Бін-Дариф повідомив, що наступ його військ на Сирт відкладається на тиждень у зв'язку з браком спорядження і боєприпасів. За його словами, 22 вересня, позиції військ нової влади Лівії перебували за 25 кілометрів на схід від Сирта.
23 вересня один із командувачів частинами Національної армії Ахмед Злітні повідомив агентству AFP, що війська нової влади взяли під свій контроль східний в'їзд у Сирт. За його словами, «Вони перебувають за два кілометри від східного в'їзду в місто. Фактично можна сказати, що ми увійшли в Сирт зі сходу». Командувач Мухаммед аль-Марімі підтвердив цю інформацію, додавши, що «Три або чотири бригади увійшли в місто з східної сторони».
Пізніше репортери Аль-Джазіри підтвердили цю інформацію, уточнивши, що наступ здійснювався силами Східного фронту військ Перехідної Ради Лівії (була створена тилова база військ у селищі Харава). Під час марш-кидка, як повідомлялося, Національна армія на цьому фронті подолала 19 кілометрів, і закріпилася за 20 кілометрів від житлових районів Сирта. Також були виявлені свідчення того, що солдати Каддафі вдавалися до «чорної магії».
24 вересня війська Національної армії на схід Сирта, як повідомляло BBC, від зайнятих днем раніше позицій біля в'їзду в Сирт (20 кілометрів на схід житлових районів міста), просунулися на захід ще на 10 кілометрів. Кореспондент телеканалу повідомив про ракетні перестрілках на передовій.
26 вересня Східний фронт НОА досяг східних околиць Сирта. Потім репортери Аль-Джазіри повідомили, що війська Національної армії увійшли в східну частину Сирта, де зав'язалися вуличні бої.
27 вересня телеканал Аль-Джазіра з посиланням на командувача Зінтанською бригадою Східного фронту Національної армії Мустафу Биндердафа про те, що після нічного штурму війська нової влади опанували портом Сирта [Архівовано 25 серпня 2011 у WebCite], однак бої на сході міста тривали. Проте пізніше стало відомо і про серії контратак військ Каддафі. Так, за даними телеканалу аль-Арабія, у ніч на 28 вересня військам ПНР довелося відступити від комплексу Угадугу на 3 кілометри через запеклий опір і контрудари, з якими зіткнулися наступаючі зі сходу. За словами одного з командувачів НВА на Східному фронті, ситуація міняється щодня: «Один день ми перемагаємо, інший день вони перемагають».

## Міжнародна реакція

### Проти режиму Каддафі
- Генеральний секретар ООН Пан Ґі Мун зателефонував Муамару Каддафі і висунув наполегливу вимогу припинити насильницькі дії проти демонстрантів.
- Перу розірвала дипломатичні відносини з Лівією, через застосування насилля щодо демонстрантів.
- Німеччина заперечувала доцільність надання військової допомоги повстанцям та відмовилася надати військо для встановлення зони, що заборонена для польотів.[44]
19.03 запропонувала свої бази для міжнародної військової операції в Лівії[413] та оголосила про намір взяти активнішу участь у військовій операції у Афганістані з метою допомогти союзникам по НАТО вивільнити додаткові сили проти Лівії.[414]
22.03 закликала Європейський Союз ввести повне ембарго на продаж лівійської нафти і газу. Міністр закордонних справ Ґідо Вестервелле заявив, що «невідомо, як довго продовжуватимуться бойові дії в Лівії, однак важливо переконатися, що Каддафі не отримає додаткових грошей».[415]
- Європейський Союз за наполяганням Франції та Британії визнав Національну раду Лівії як представника країни.
- Росія приєдналася до санкцій ООН щодо заборони постачання зброї до Лівії, однак продовжує виступати проти встановлення зони, забороненої для польотів, і проти військового втручання.[416]
21.03 Російський прем'єр-міністр Володимир Путін заявив, що резолюція ООН, яка дозволяє військові дії проти Лівії, нагадує середньовічні заклики до хрестових походів, і сказав, що дії проти Лівії є невиправданими. Цього ж дня російський президент Дмитро Медведєв, розкритикував заяву Путіна, наголосивши, що порівняння з хрестовими походами є недоречним.[417][418]
- Україна підтримала резолюцію ООН щодо Лівії — про це заявив міністр закордонних справ Костянтин Грищенко.[419][420]
- Ліга арабських держав:
12.03 висловилася за створення зони, що заборонена для польотів, яку має встановити ООН за підтримки Ліги арабських держав, Африканського союзу та Європейського Союзу.[421][422]
20.03 розкритикувала міжнародну операцію, а генеральний секретар ліги Амра Муси заявив «Те що сталося в Лівії, не відповідає заявленим нами цілям».[423]
- 27.06.2011 Міжнародний кримінальний суд видав ордер на арешт Муамара Каддафі разом із його сином, а також голови розвідки, звинувативши їх у злочинах проти людяності впродовж громадянської війни в Лівії.[424]

### Увійшли до складу міжнародної коаліції
- Велика Британія відмовилася від поставок зброї в Лівію та Бахрейн, у зв'язку з протестами.
З 19.03 британські ВПС та ВМФ беруть участь у конфлікті у складі військових сил ООН.[425][426]
28.03 Прем'єр-міністр Девід Камерон та президент Франції Ніколя Саркозі у спільній заяві закликали лівійського лідера Муаммара Каддафі відмовитися від влади та звернулися до його прихильників із пропозицією скласти зброю «поки не пізно».[427]
- США ввели санкції відносно уряду Лівії і 16 компаній (16.03.2011).[428]
З 19.03 американські ВПС та ВМФ (11 військових кораблів та 3 підводних човни) беруть участь у конфлікті у складі військових сил ООН.[425][426][429] За ріними оцінками, перший тиждень війни у Лівії коштував США від 300 млн до 1 млрд дол.[429]
- Франція разом із Великою Британією закликають Євросоюз до військового втручання та встановлення зони, що заборонена для польотів[430]. Заклики не знаходять підтримки у всіх членів Євроспільноти. Щоб підірвати вплив французького президента Ніколя Саркозі на Євросоюз, Каддафі заявив, що фінансував його виборчу кампанію.
З 19.03 французькі ВПС беруть участь у конфлікті у складі військових сил ООН.[425][426]
28.03 Президент Ніколя Саркозі та прем'єр-міністр Великої Британії Девід Камерон та у спільній заяві закликали лівійського лідера Муаммара Каддафі відмовитися від влади та звернулися до його прихильників із пропозицією скласти зброю «поки не пізно».[427]
- Італія виступала проти надання військової допоги повстанцям, але з 19.03 приєдналася до міжнародної коаліції сил ООН[431] та надала 7 своїх військово-повітряних баз для проведення міжнародної операції.[414]
20.03 Італія заморозила частину активів, що належали Каддафі та його наближеним, однак Італія не виконала всіх вимог резолюції РБ ООН 1973 і залишила незамороженими активи Центрального банку Лівії та лівійського інвестфонду Libyan Investment Authority.[432] 6 літаків італійських ВПС завдали удари по лівійській ППО.[433]
- Канада 19.03 приєдналася до міжнародної коаліції сил ООН та направили для її підтримки свої бомбардувальники.[431][434]
- Об'єднані Арабські Емірати направили 24 літаки Mirage 2000-9 і F-16, для міжнародних сил ООН (20.03.2011).[435][436]
- Бельгія оголосила, що 21 березня направить до складу війська ООН у Лівію 8 літаків F-16 і 150—220 військовослужбовців, серед яких буде 12—13 льотчиків.[437]
- Іспанія направила для міжнародної коаліції 4 винищувачі-бомбардувальники F-18.[434]
- Норвегія 19.03 направила[426] 6 винищувачів до складу міжнародних сил ООН, але вже 22.03 відкликала їх назад.[438]
- Нідерланди 22.03 направили[439][426][436] до міжнародних сил ООН військовий контингент у складі 200 вояків, 6 винищувачів F-16, мінного тральщика і літака-заправника KDC-10.[440]
- Данія 19.03 направила 6 винищувачів своїх ВПС на військово-повітряну базу Синеголле на Сицилії для участі в міжнародній операції.[426][436][414]
- Катар 20.03 направив 4 винищувачі Mirage 2000-5 для підтримки міжнародних сил ООН.[434][436][441]
- Туреччина заявила про свою підтримку сил ООН,[434] а 23.03 направила до Лівії п'ять кораблів (4 фрегати та корабель забезпечення) і один підводний човен ВМС — найбільший контингент, що здійснює морську блокаду.[442][443] Також передбачається направлення ескадрильї бойових літаків.[442]
- НАТО
22.03 кораблі військового блоку приєдналися до морської блокади з метою перешкодити ввезенню зброї до Лівії.[444]
27.03 Рада НАТО ухвалила рішення про прийняття командування міжнародною військовою операцією ООН у Лівії від США. Командувати операцією призначено канадського генерала Шарля Бушара.[445][446]
- Румунія для підтримки морської блокади 23.03 направила до міжнародних сил ООН фрегат «Король Фердинанд».[447]
- Греція бере участь у міжнародній військовій операції.[448]
- Швеція 29.03. заявила про намір приєднатися до міжнародної операції ООН. Планується відправити на допомогу коаліції 8 винищувачів Gripen.[449]

### Засудили зовнішнє військове втручання
- Президент Венесуели Уго Чавес 19.03 розкритикував військове втручання ООН у Лівійський конфлікт, назвавши дії міжнародної спільноти безвідповідальними.[450]
- Колишній лідер Куби Фідель Кастро розкритикував дії ООН та США у Лівії, назвавши їх антигуманними[451].
- Президент Зімбабве Роберт Мугабе підтримав Муаммара Каддафі і надіслав на допомогу уряду Лівії військовий контингент.[452]
- Президент Сирії Башар аль-Асад пітримав уряд Лівії і надіслав йому на допомогу зброю та боєприпаси.[453]
- Президент Нікарагуа Даніель Ортега 2 березня 2011 року підтримав Каддафі та висловив йому свою солідарність[454]
- Президент Білорусі Олександр Лукашенко 20.03 закликав міжнародну коаліцію припинити військові дії, оскільки її втручання призвело до людських жертв, а «регулювання конфлікту є внутрішньою справою Лівії».[455]
- Папа Бенедикт XVI закликав усі політичні і військові сили, залучених у лівійський конфлікт, негайно відмовитися від застосування зброї і почати переговори. Понтифік також закликає усіх, хто «мають політичну і військову відповідальність» забезпечити «недоторканість і безпеку» мирного населення і доступ гуманітарної допомоги[456]

## Внутрішня реакція
- На знак протесту проти насилля щодо демонстрантів пішли у відставку посли Лівії в Бангладеш, Великій Британії, Індії, Індонезії, Китаї, Польщі. Аналогічно вчинив представник Лівії в Лізі арабських держав та секретар Головного народного комітету (міністр) юстиції країни.
- Заступник посла Лівії в ООН Ібрагім Даббаші назвав те, що відбувається, «геноцидом» і «оголошенням війни лівійському народові», а також заявив, що вимагатиме від Міжнародного трибуналу в Гаазі почати розслідування злочинів Каддафі.
- Глава МВС закликав переходити на бік народу, порвавши з Каддафі.[457]